# Házi kecske
A házi kecske (Capra aegagrus hircus) az emlősök (Mammalia) osztályának párosujjú patások (Artiodactyla) rendjébe, ezen belül a tülkösszarvúak (Bovidae) családjába és a kecskeformák (Caprinae) alcsaládjába tartozó vadkecske (Capra aegagrus) egyik alfaja; bár egyes rendszerezők önálló fajnak tekintik Capra hircus név alatt. A házi kecske legvalószínűbb őse a bezoárkecske (Capra aegagrus aegagrus).
Az ókori görögök szent állatnak tartották, mivel tőle „tanulták el” a szőlő metszését. Magyarországon a szegényebb néprétegek tartották, ezért a szegényember tehene néven is illetik, de a jobban tejelő szarvasmarhafajták térhódítása előtt gyakran olyan gazdák is tartották, akiknek rideg marhája gulyában volt.
A kecske tágabb értelemben több állatot is jelöl, így a vadkecskét és a bezoárkecskét, a kőszáli kecskéket (több faj összefoglaló neve) és a havasi kecskét (Oreamnos americanus). Szócikkünkben „kecske” alatt a házi kecskét értjük.
Mára több mint 500 fajtáját tenyésztették ki. Az egyik legrégebben háziasított faj, aminek hasznosítják tejét, húsát, bőrét. 2011-ben több mint 914 millió házi kecske élt világszerte az UN Food and Agriculture Organization becslései szerint.

## A kecsketenyésztés múltja, jelene
A Balkánon és Afrikában nem volt szabályozva a kecsketartás. Ez vezetett oda, hogy a túllegeltetés következtében nagy terület elkarsztosodott, illetve elsivatagosodott. A szabályozatlanság és ez a tartásmód ma is jellemző a primitív népekre. Nyugat-Európában szabályozták a kecsketartást. Például az erdőtelepítésekben és fiatal erdőkben tilos volt a legeltetés, míg a lábas erdőben nem, ugyanakkor az erdőszegélyeket tervszerűen tisztogatták kecskékkel. Államilag segítették a nemesítést, aminek eredménye sok kultúrfajta születése. Korán felismerték, hogy a kecsketenyésztés fejlesztésére és a kecsketartók képzésére fordított energia nemcsak az egyéneknek, hanem a társadalomnak is hasznos.
Magyarországon a kecsketartás a tiltások történetéből és a tiltások szabályozásából állt. A tiltások kezdete a 13. századra nyúlik vissza, amikor Nyugat-Európát megelőzve erdőtelepítéseket rendeltek el, ahonnan kitiltották a kecskéket. Később a kecskéket még a lábas erdőkből is kitiltották. Így lett háborúság 1570 körül az egri kecskés gazdák és Balassi Bálint között. Kőszegen 1649-ben, amikor a kecskék nagyon elszaporodtak "...a város elrendeli, hogy csak azoknak szabad kecskét tartani, akik egészségi szempontból rá vannak szorulva." 1654-ben Thökölyt is beperelték Késmárkon, mert kecskéi bitangba jártak. Kőváron 1801-ben előírták, hogy csak a "szegénységnek engedtessék meg, hogy egy-két kecskét tartson a mezőn." Ettől kezdve a jómódúaknak tilos volt kecskét tartaniuk.
E néhány idézetből is megállapítható, hogy a Thökölyt követő időben a vagyonosokat eltiltották a kecsketartástól. Így lett a kecsketartás társa a szegénységnek. Ebből többen azt a következtetést vonták le, hogy ha akadályozzák a kecsketartást, akkor egyúttal csökken a szegénység és megindul a vagyonosodás. Ezzel kapcsolatban Károlyi Rezső 1910-ben a következőket írta: "Némelyek annyira mentek a kecskével szemben, hogy a kecskeállomány csökkenését a vagyonosodás jelének hitték. Ha azonban így lenne, akkor hazánkat igen gazdag országnak kellene vélni, mert a kecskék száma már ugyancsak nem nagy, az utolsó években 250 000 darabra rúgott. Németország pedig szegény volna, mert kecskeállománya 3 500 000 darabot is meghaladja, ami még akkor is tekintélyes szám, ha tekintetbe vesszük, hogy Németország területe kétszer akkora, mint hazánk. A valóság az, hogy Németország nagy kecskeállományával is gazdagabb, mint mi és gazdagsága nem akadályozza a kecsketenyésztés fejlesztését, sőt arra igen nagy gondot fordít."
Nyugat-Európában ma a kecskefogat szerepet játszik a falusi turizmusban, a gyermekek szórakoztatásában. Ennek hagyománya van Angliában. A kertes házzal rendelkező családoknál mind jobban terjed a kutyatartást felváltó kecsketartás. Ennek oka, hogy a kecske kedves, hálás, játékos természetű, eledele olcsóbb és higiénikusabb, trágyája és vizelete kevésbé szennyezi a környezetet.[forrás?] Ezen kívül értékesíti a ház körül keletkezett hulladékot, gyomokat, trágyája a kertészetben jól hasznosítható.

## Állomány
A kecske az egyik legfontosabb mezőgazdasági állat a világon, amelyet több szempontból is hasznosítanak. A kecskék tejtermelése és húsának fogyasztása mellett gyapjújukat, bőrüket és szőrüket is felhasználják. 2021-ben a kecskéből több mint 170 országban tartottak, és az éves állomány nagysága meghaladta az 1,1 milliárd darabot.
A világ legnagyobb kecske tartói közé tartozik India, Kína, Pakisztán, Nigéria és Banglades. Ezek az országok a 2021-es állományuk alapján az első öt helyen álltak. 2021-ben Indiában volt az éves világ kecske állományának a 13%-a.

## A kecske elnevezései

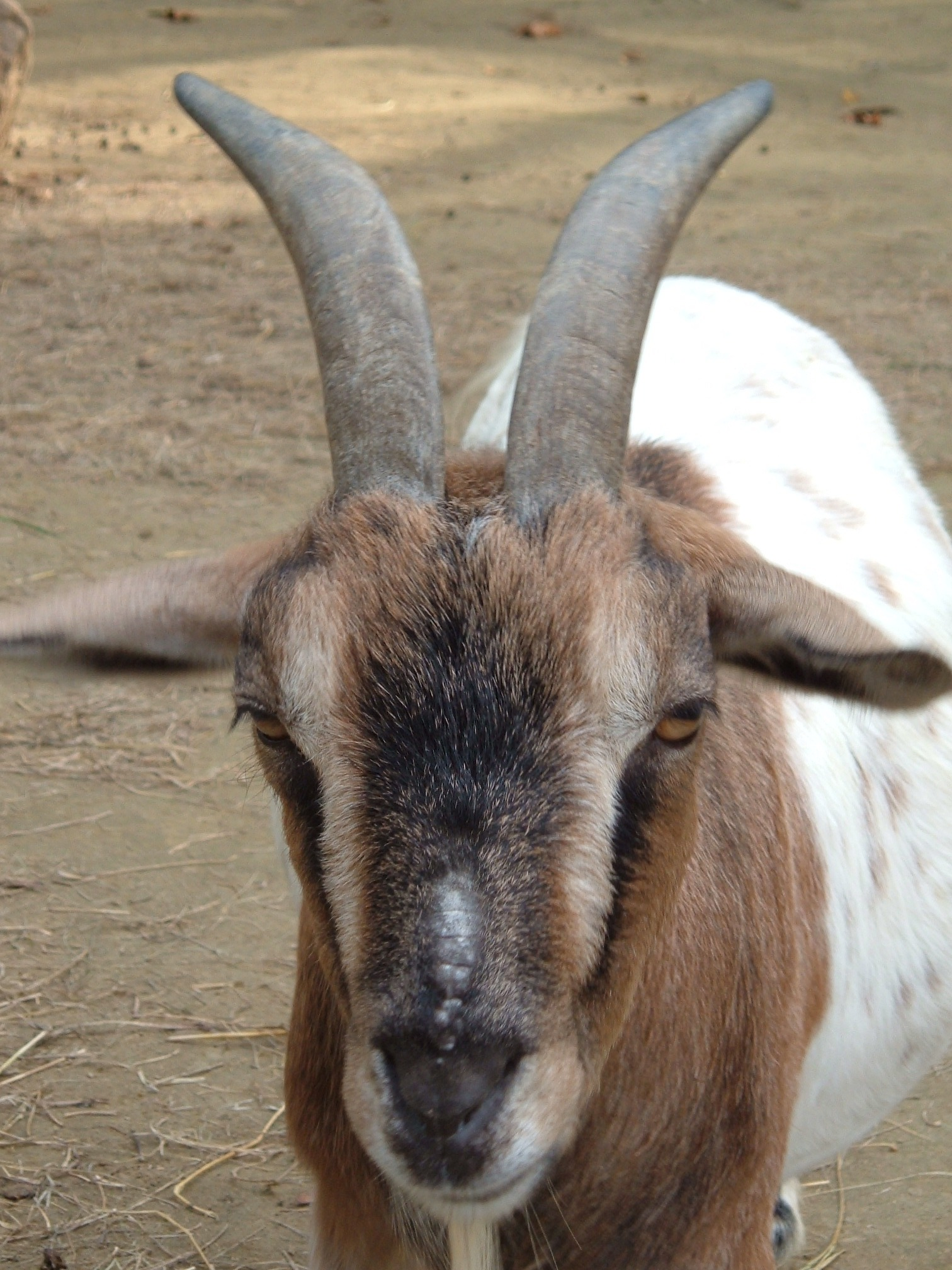
Kecske a Jászberényi Állatkertben

A kecske neve nem és életkor szerint:
- Bak – kifejlett hím kecske
- Anya, kápra – kifejlett nőstény kecske
- Kecskegida, illetve gida – hím kecske ivarérésig
- Gödölye – nőstény kecske ivarérésig

További tenyésztési kifejezések:
- Caff, ürü, Erdélyben cáp – herélt kecske
- Korcs – nem fajtatiszta szülőktől származó (keverék) egyed
- Basztard – ismeretlen származású, fajtajelleg nélküli egyed
- Hibrid – céltudatos keresztezésből származó egyed
- Buga vagy suta – szarvatlan kecske, általában melléknévként

## A kecske háziasítása

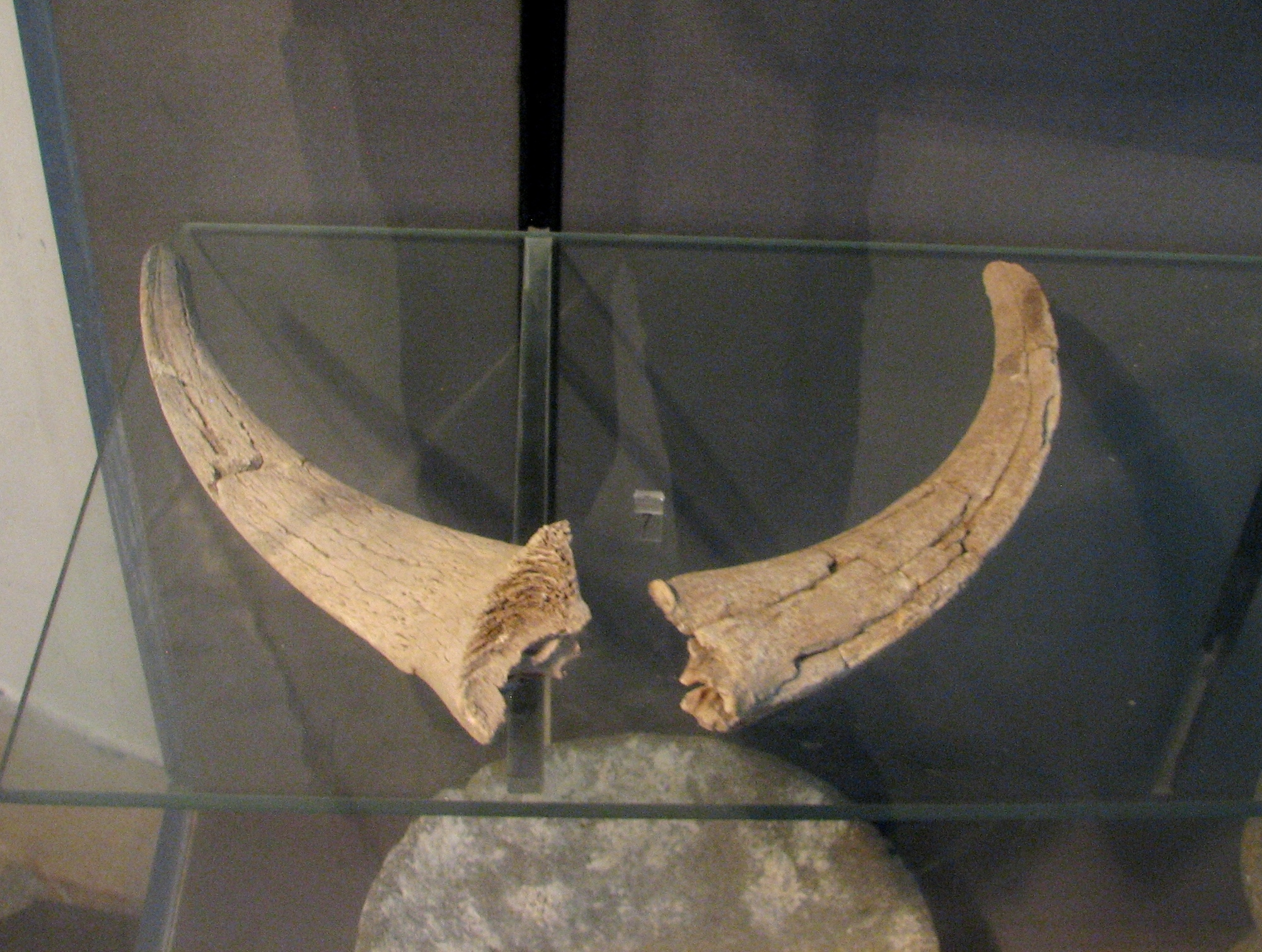
Kecskeszarvak a kőkori Atlit Yamból

A kecskét – mint a többi Európában hagyományosan tartott háziállatot – a termékeny félhold területén, vagy attól nem messze háziasították már a történelem előtti időkben. Az egyik legkorábban háziasított állat. Legvalószínűbb őse a  Zagros-hegység bezoárkecskéje (Capra aegagrus aegagrus), amit régészeti leletek mellett a legújabb genetikai elemzések is megerősítettek.
Felteszik, hogy a háziasítással együtt járt a testméret csökkenése, a csontváz is megváltozott, különösen a szarvak környékén. Az állati csontok nem és kor szerinti eloszlása is segít megkülönböztetni a vadászott és a háziasított fajtákat.
Több lelőhely is korai háziasításra utal:
- Ganj Dareh, Irak, Kr. e. 9000–7500: A korösszetétel és a testméret alapján. Mivel kevesebb bakra volt szükség, mint anyára, a fölösleges gidákat leölték.
- Ali Kosch, Irak, Kr. e. 7500–5500: Főként fiatal állatok maradványai, a szarvtő keresztmetszetének módosulásával.

A neolit forradalom terjedésével haszonállatként vittek kecskéket Európába. Ennek jelei megtalálhatók például Krétán és Cipruson. Közép-Európában először a Körös-kultúra (6200-5600) tartott kecskét,  amit csontleletek mellett edényekbe karcolt kecskefejek is megerősítenek. A mai német nyelvterületen a szalagdíszes kerámia kultúrájában is jellemző volt a juh- és kecsketartás. Klasszikus anatómiai eszközökkel nem lehet elkülöníteni egymástól a két fajt, úgyhogy genetikai módszerekkel kellene megvizsgálni arányukat.
Az ókori rómaiaknál fontos háziállat volt. Ma különös jelentőséggel bír Kis-Ázsiában, Közép-Ázsiában és Mongóliában.
Kecskét Amerikába először a spanyolok vittek a 16. században.

## Kecskefajták

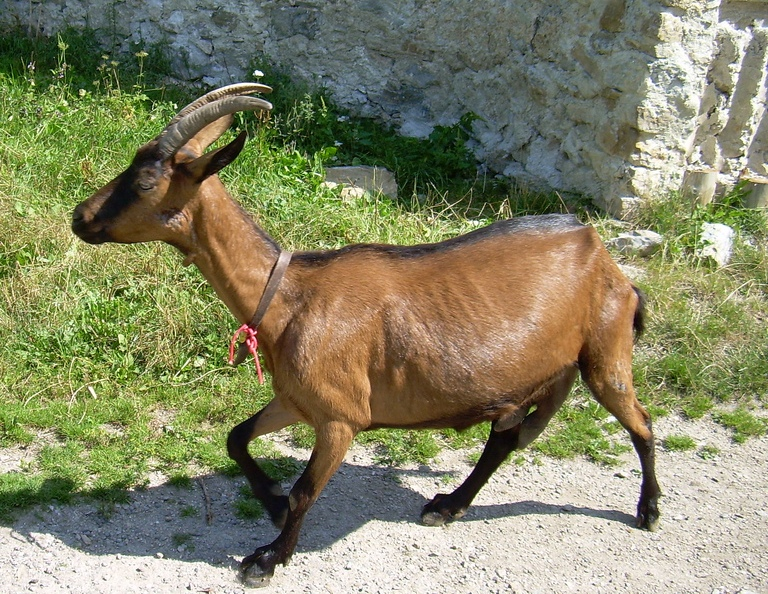
Barna színű házi kecske

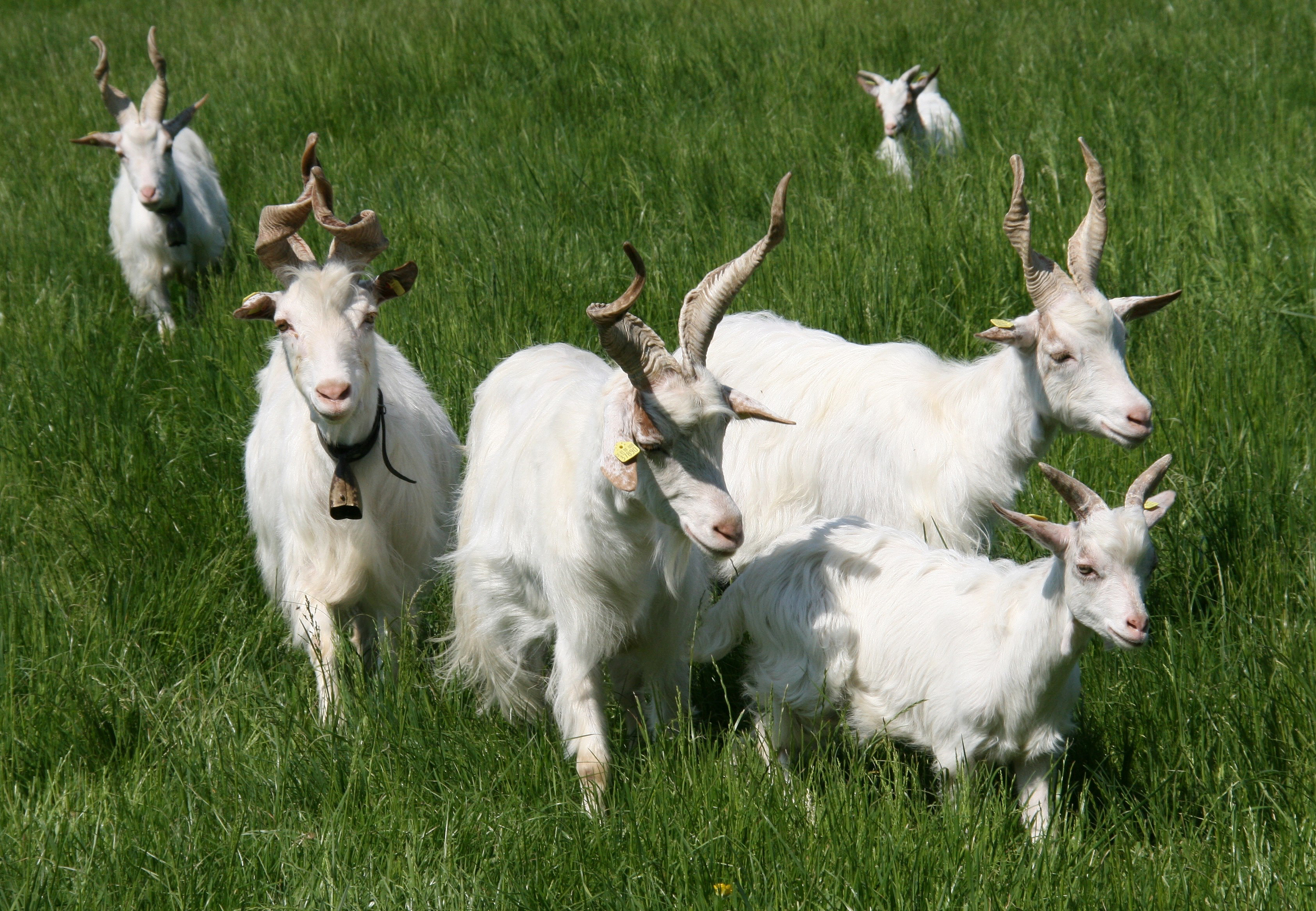
A Girgentana kecske Szicília szigetéről származik

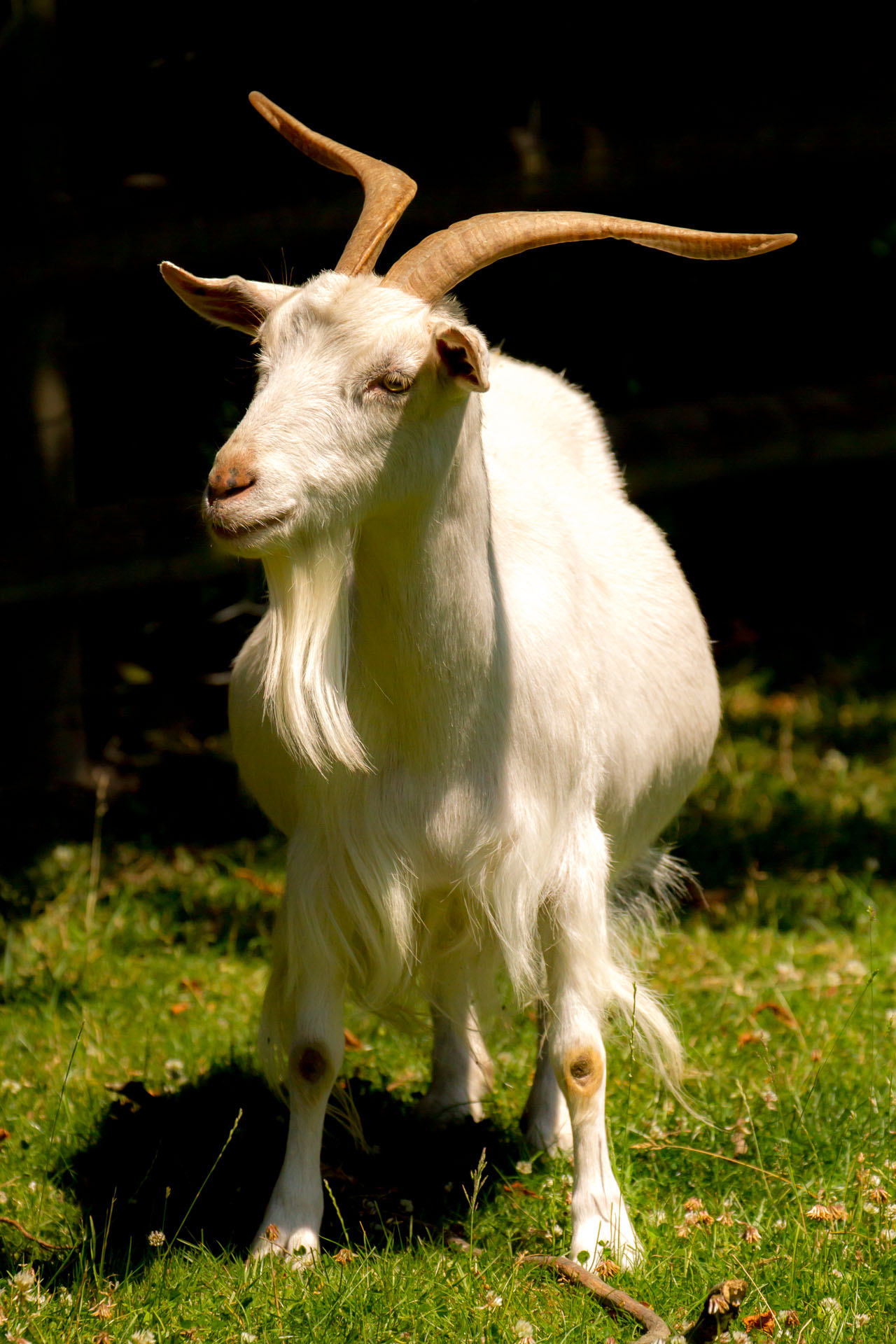
Fehér ír kecske

A kecskéket több szempontból csoportosíthatjuk. Gazdasági megfontolások szerint vannak tej-, szőr-, valamint vegyes hasznosítású (tej és hústermelő) fajták. Ezek a kategóriák részben átfedik egymást. 
- Magyar kecskefajták
  - magyar parlagi kecske
  - Nemesített fehér kecske
  - Nemesített őzszínű kecske
- Svájci kecskefajták
  - Saanen-völgyi kecske
  - Appenzeller kecske
  - Toggenburgi kecske
  - Wallis-völgyi kecske
  - Zergeszínű kecske
- Német kecskefajták
  - Lagensalza-i kecske
  - Nemesített német kecske
  - Harzi kecske
  - Schwarzwaldi kecske
  - Barna Wālder kecske
- Spanyol kecskefajták
  - Murciai kecske
  - Malagai kecske
- Francia kecskefajták
  - Alpesi kecske
  - Poltou-i kecske
- Angliai kecskefajták
  - Anglo-núbiai kecske
- Orosz kecskefajták
  - Don melléki kecske
  - Orenburgi kecske
  - Orosz gyapjas kecske
- Ázsiai kecskefajták
  - Szőrkecske
  - Angórakecske
  - Tibeti szőrkecske
  - Kambing kacang kecske
  - Jamnapari kecske
  - Bengáli fekete kecske
- Afrikai kecskefajták
  - Afrikai törpekecske
  - Kameruni törpekecske
  - Vörös sokoto kecske
  - Boer kecske
  - Szudáni kecske
  - Máltai kecske

A tenyésztők gyakran tartanak kiállításokat. A bírálatnak sok szempontja van, többek között küllem (testfelépítés, alkat, szín, szőrzet, testrészek formája), valamint teljesítmény, a fajtától függően: tejhasznú fajtáknál tejhozam, húshasznúaknál izomzat, gyapjútermelőknél a gyapjú mennyisége és minősége. Továbbá minden fajtánál vizsgálják a szaporaságot, valamint az ősök élettartamát.
A kiállításon szereplő állatokat regisztrálni kell. Ha pozitívan bírálják el őket, akkor a kecskék és utódaik értéke megemelkedik, a díjnyerteseké csillagászati értéket érhet el, de a vásárló biztos lehet abban, hogy mit vásárolt. Van olyan kiállítási osztály, amiben a kecskét gyerek vezeti, és az általuk bemutatott show-t díjazzák.
A kecskék könnyen visszavadulnak, ha lehetőségük van rá. Olyan gyorsan térnek vissza a vadon élésbe, mint a macskák. A hajósok tették ki őket, hogy ha visszatérnek, akkor legyen számukra tej és hús. Visszavadult kecskék sok helyen jelen vannak, mint Ausztrália, Új-Zéland, Egyesült Királyság, és Galapagos. Ahol nincsenek nagy termetű ragadozók, és elegendő víz is rendelkezésre áll, ott a vadkecskék invazív fajként kárt okoznak a helyi élővilágnak. Konkurenciát jelentenek a helyi növényevőknek, és növényfajokat is eltüntethetnek a területről. Ausztráliában különösen sokan vannak.  Ha azonban vannak nagy ragadozók, ott beilleszkednek a helyi táplálékláncba.

## Anatómiája

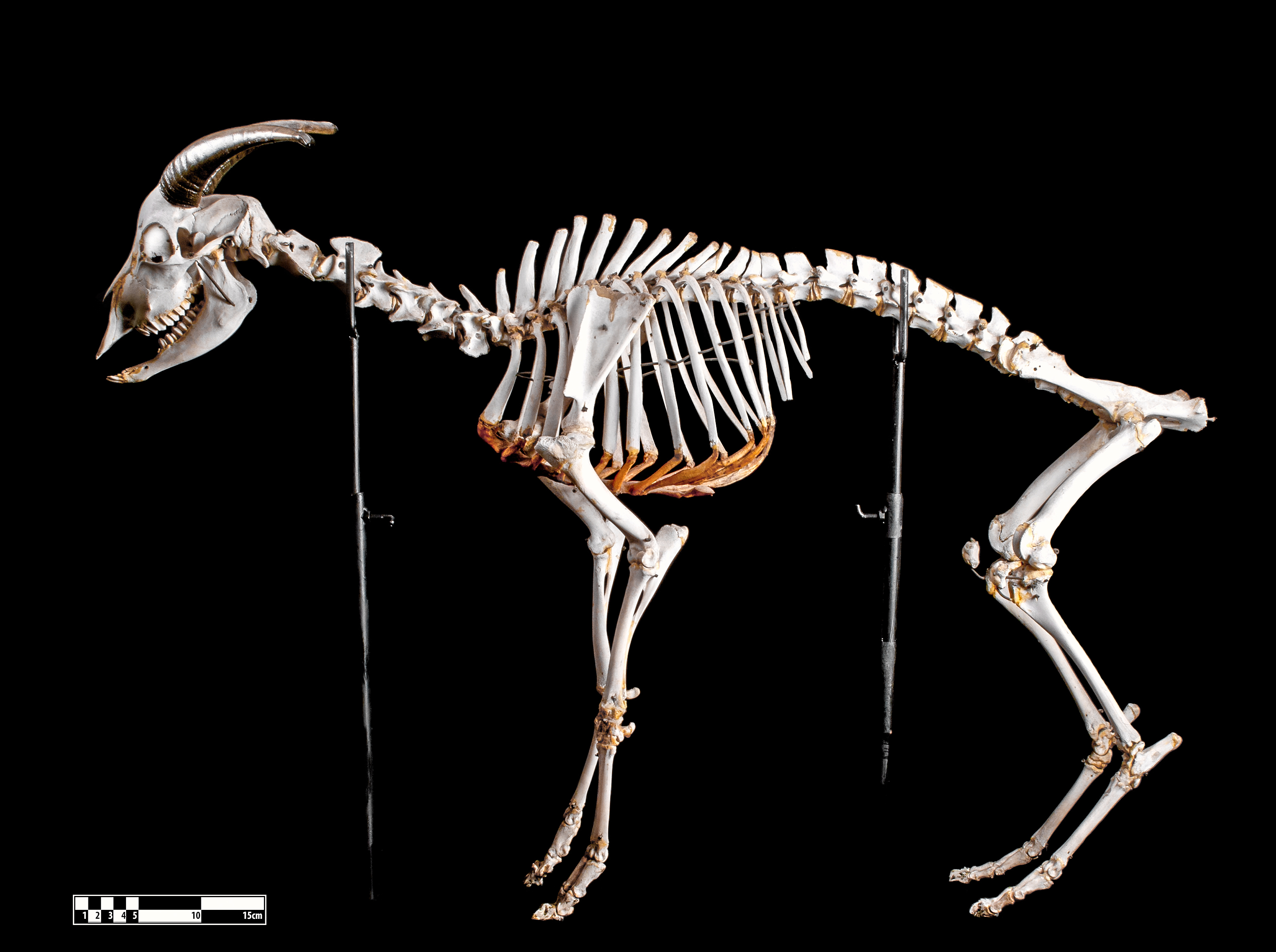
A kecske (Capra hircus) csontváza

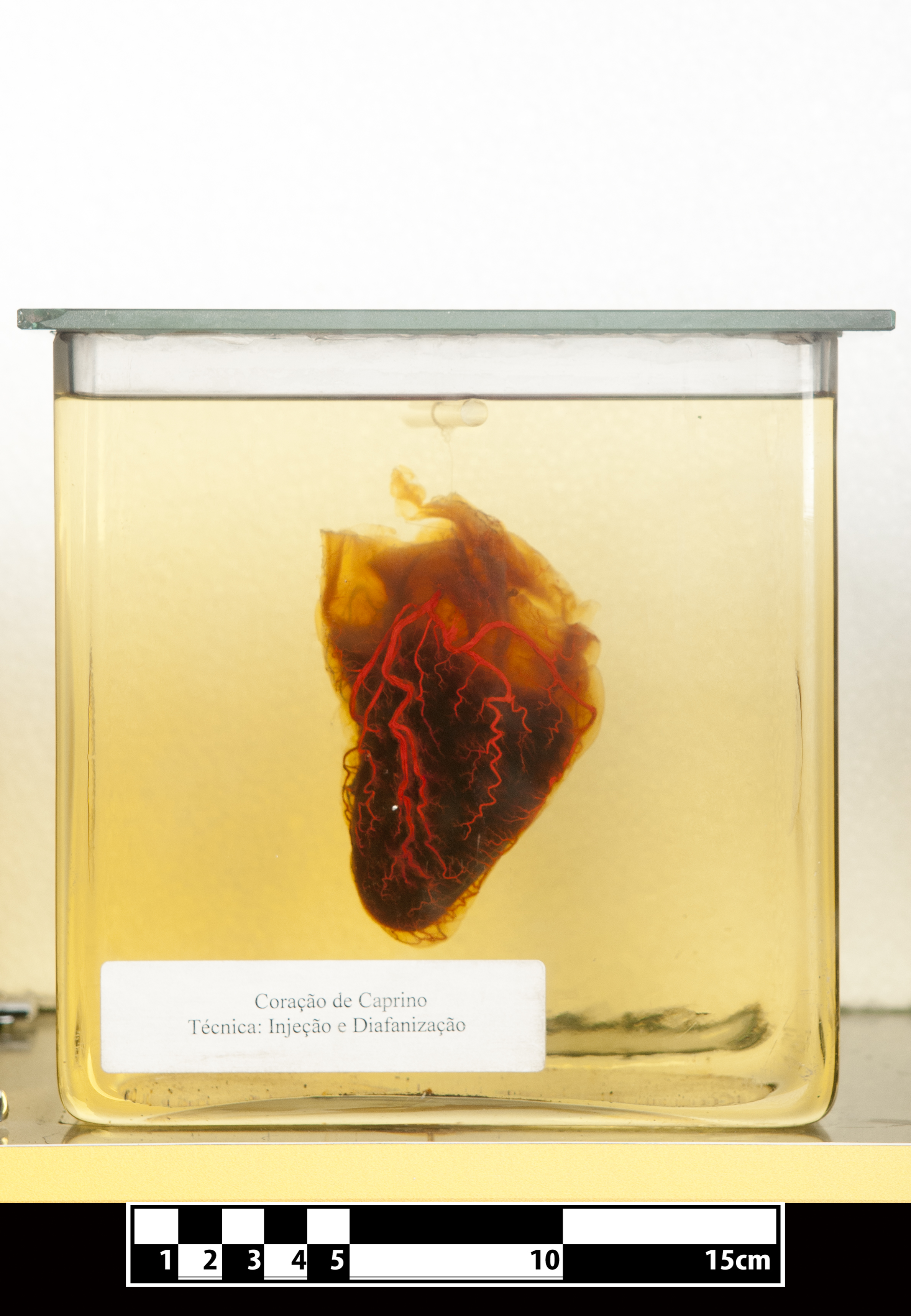
Kecskeszív megfestve az anatómiai szerkezet jobb láthatóságáért

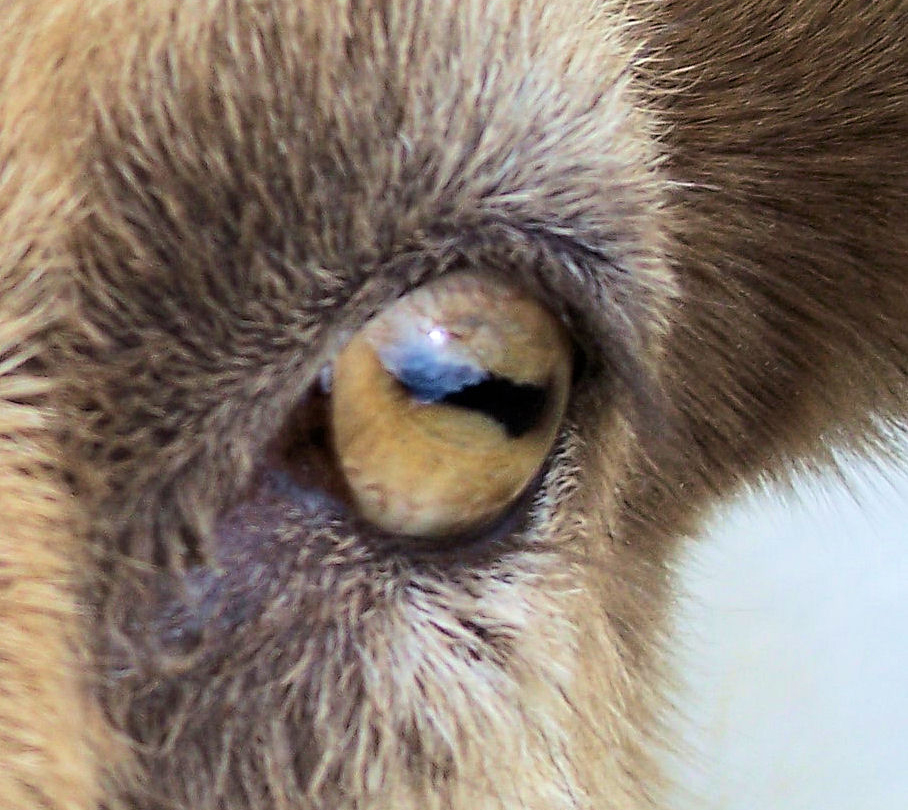
A kecske pupillája téglalap alakú

A kecskék megjelenése, köztük mérete, színe, és más jellemzői fajtára jellemzők. Törpe fajtáknál, mint a Boer, a nőstények testsúlya 20–27 kg, a nagytestű fajtáknál a bakok akár a 140 kg-ot is elérhetik. A fajtákon belül leszármazási ágakra is jellemzőek a méretek. Az afrikai pigmeus törpekecske vállmagassága 41–58 cm. Felnőttkori testméretét a fajta mellett az elérhető tápanyag mennyisége is befolyásolja. Növendék korban a tápanyagnak 10–14% fehérjét és elegendő kalóriát kell tartalmaznia, hogy elérje a genetikája szerinti testméretet. A nagytestű fajták 36–42, kisebb testű fajták 18–24 hónap alatt érik el felnőttkori méretüket.
A legtöbb egyed szarvalt, egy pár szarvuk formája és mérete fajtajelleg. Szarvalt lehet bak és nőstény; sőt, a szarvatlanság kapcsoltsága miatt aránylag több nőstény szarvalt mint bak.
Néhány egyednek több szarva van, akár nyolc is. Ez örökletes. Szemben a szarvasmarhával, kecskéből nem tudtak kitenyészteni szarvatlan fajtát, mivel az örökletes szarvatlanság (domináns allél) erősen kapcsolódik egy nemet meghatározó génhez (recesszív allél okozza a gondot). Két genetikailag szarvatlan egyedtől nagyobb valószínűséggel lesznek a nőstény utódokból terméketlen hermafroditák, mint egyébként. A szarvakat élő csont alkotja, amit keratin és más fehérjék vesznek körbe, és fegyverként használják a dominanciáért és a területért folyó küzdelemben.
A kecskék kérődzők, gyomruk négyüregű, ami áll a bendőből, a reticulumból, az omasumból és az abomasumból. Ahogy a többi kérődző, páros ujjú patások. A nőstények tőgye két szegmensből áll, szemben a szarvasmarhával, aminek négy szegmense van. A Boer kecskéknél előfordul akár nyolc szegmens is.
A kecskék pupillája vízszintes, és jobban látható, mivel szemszínük világos, szemben a szarvasokkal, szarvasmarhával, a lovak többségével és sok juhhal.
Mindkét nemnek van szakálla felnőttkorban, és sok fajtánál fordul elő csengettyű, ami kis páros kinövés toroktájékon.
Néhány kecske- és juhfajta erősen hasonlít egymásra. Általában a kecskék farka rövid és felfelé áll, a juhoké hosszú és lelóg. Vannak rövidebb farkú juhok és a hosszabb farkúak farkát néha lerövidítik.

## Viselkedése

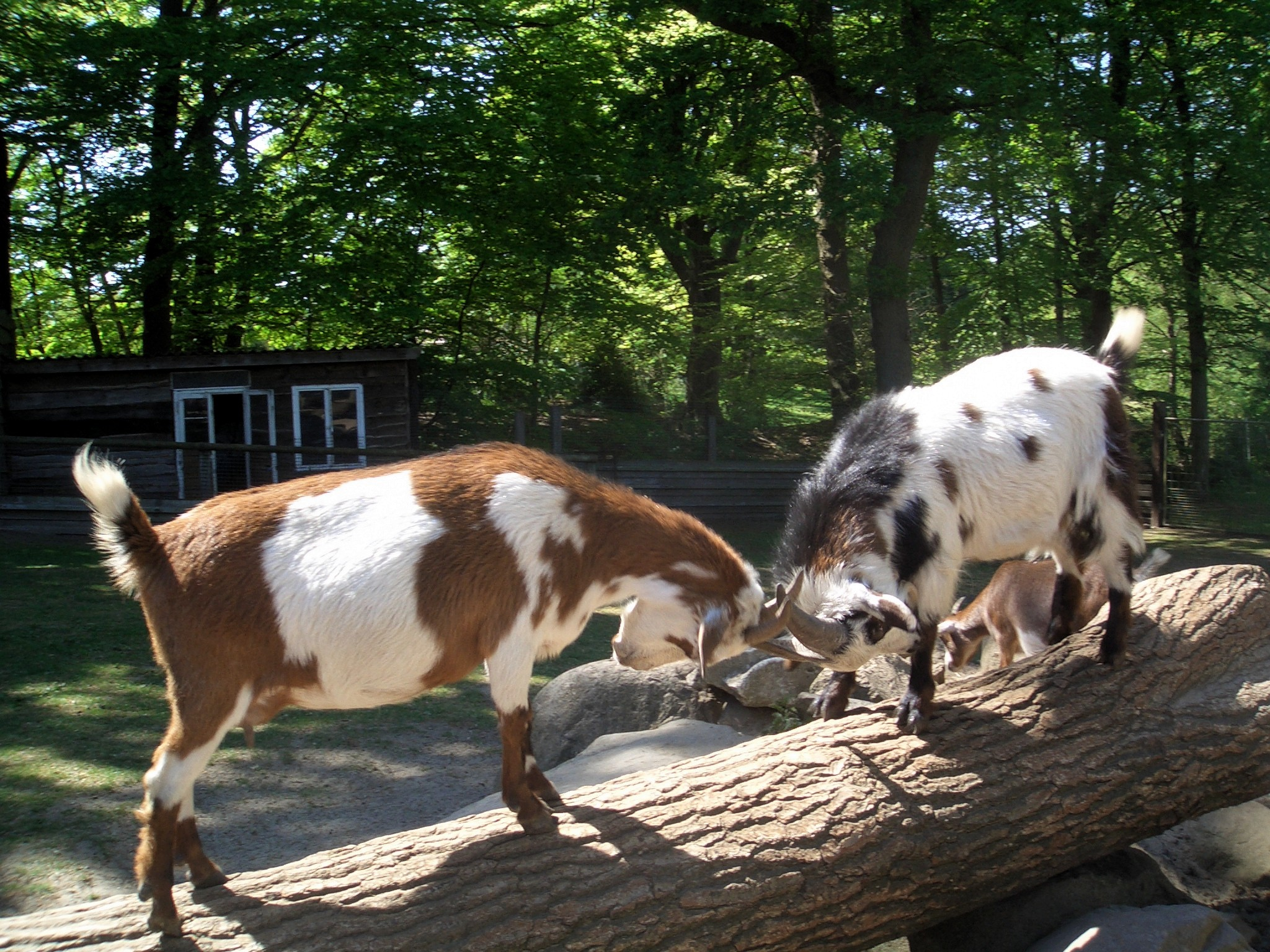
Dominanciaharc

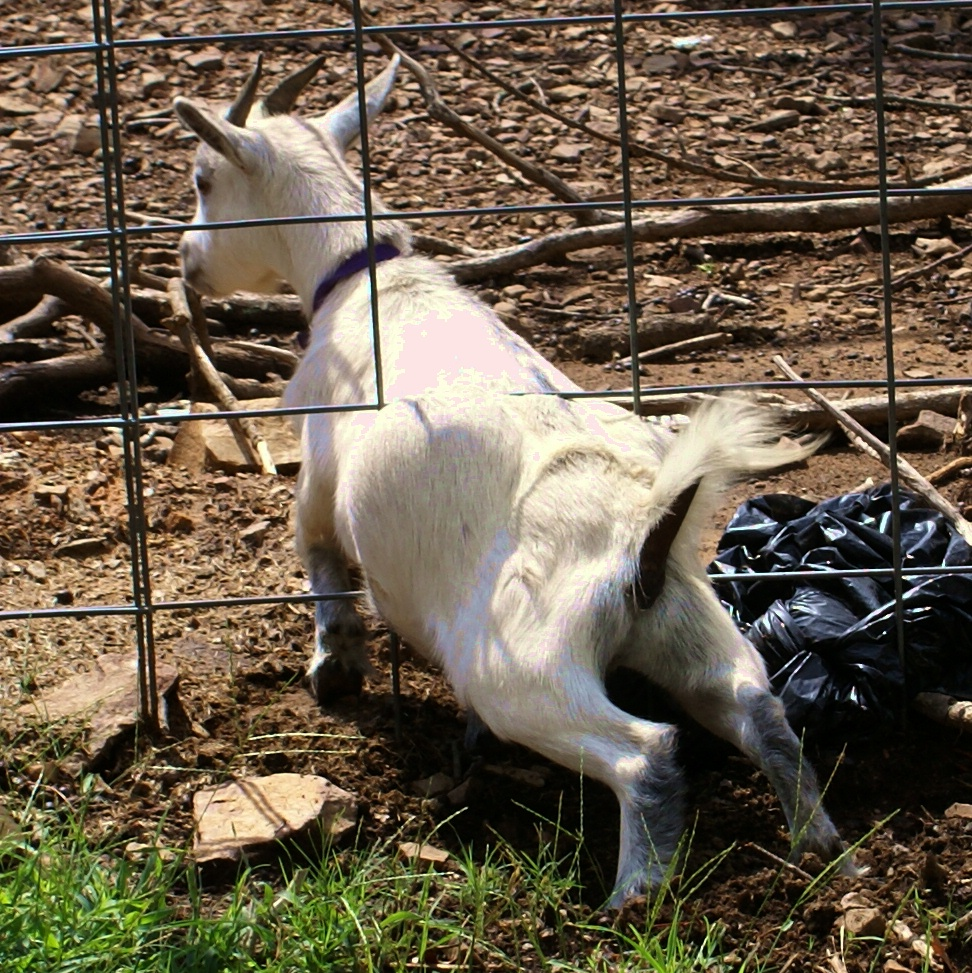
Szabadulóművész

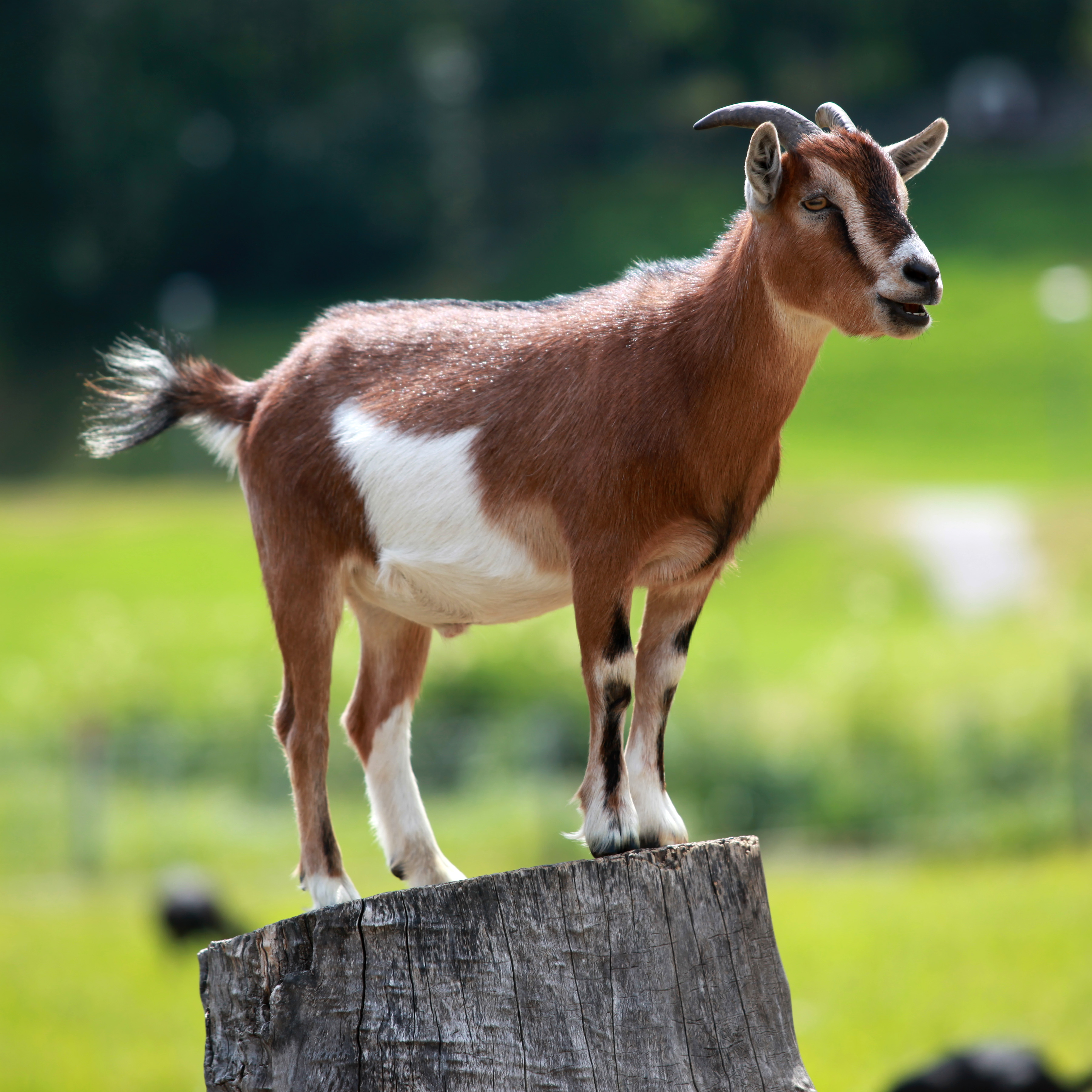
Törpekecske fatönkön. A kecskék szeretnek felmászni a tereptárgyakra

A kecskék kíváncsiak. Ügyesen másznak fel mindenre, amit találnak; egyensúlyérzékük kiváló. Az egyedüli kérődző faj, ami képes fára mászni. Tesztelik a kerítést és a zárakat, a megtalált gyengeségeket kihasználják és megszöknek. Ha egyszer sikerült kijutniuk, akkor máskor is kimennek, egészen addig, amíg nem változtatják meg az elzárás módját. Társaik figyelik egymást, és eltanulják egymástól, hogyan hagyhatják ott a karámot.
Kíváncsiságuk miatt környezetükben mindent megvizsgálnak felső ajkukkal és nyelvükkel, és megrágcsálnak, gyakran meg is esznek.
Nyájösztönük gyengébb, mint a juhoké, és nem csoportosulnak úgy, mint azok. Ha háborítatlanul legelnek, akkor eltávolodnak egymástól, még a kiskecskék is különhúzódnak. A behatolókkal szembefordulnak, különösen a bakok, megküzdenek még az emberrel is.
A Queen Mary Egyetem cikke szerint a kecskék a lovakhoz és a kutyákhoz hasonlóan kommunikálnak az emberrel. A kecskét több mint 10 ezer évvel ezelőtt háziasították. Kísérletekkel megmutatták, hogy a kecske az általa ismert embertől vár segítséget, ha egy feladatot nem tud megoldani. Például egy doboz, aminek a tetejét el kell húzni, de ha elfordítják, akkor már nem lehet kinyitni. A kecske elindul az ember felé, és ránéz, mielőtt visszanézett volna a dobozra. A kutatók szerint az ember-kecske interakció jobb megértése hozzájárul az állatok életkörülményeinek javításához. Az antrozoológia vizsgálja az ember-állat kommunikációt.
2015-ben egy japán kutató oxitocint fecskendezett egy kutyába, és azt találta, hogy a kísérletben részt vevő gazdájának megemelkedett az oxitocinszintje. Ez hasonló a fenti londoni kísérletsorozathoz: a kecskék is képesek kapcsolatot teremteni, összetett módon kommunikálni, és megvan a maguk intelligenciája. Annak ellenére, hogy nem fogadnak szót úgy, mint egy kutya, több ember választ magának kecskét társállatnak. A kecskék társas állatok, és jobban szeretik fajtársaik társaságát; de ahhoz hasonlóan követik gazdájukat.
A hím egyedek agresszívabbak, mint a nőstények.

## A kecske szaporodása

### Ivarzás
A kecske három-tizenöt hónapos korában válik ivaréretté, fajtától és tápláltságtól függően. A nőstényt gyakran nem vonják tenyésztésbe, amíg testsúlya el nem éri a fajtától elvárt testtömeg legalább 70%-át. Legelőn tartott nyájakban ez az elkülönítés nem mindig vihető véghez.
Az üzekedés kezdetét a nappalok rövidülése jelzi, így rendszerint szeptember-november hónapokra esik és néha májusban is jelentkezik. Előfordul, hogy a szezonnyitó ivarzás már augusztusban jelentkezik. Trópusi területeken az ivarzás nem szezonális, az év során bármelyik hónapban fogamzóképes a nőstény. Ezeken a területeken inkább az elérhető táplálék mennyiségén múlik az ivarzás beindulása.
A ciklus 21 napos, és egy-két napig tart. 
Az ivarzás gyakori mekegésükön és farkcsóválásukon észlelhető. Ha van a közelben bak, akkor a közelében tartózkodik. Étvágya és tejtermelése visszaeshet. Ha akaratát nem engedik teljesülni, úgy könnyen beteg lesz.
A bak az év minden idejében nemzőképes és a legjobb korban – amely 2–8 év között van – egy bak 100 nőstényre elegendő. Mérsékelt égövben a nőstények üzekedésével párhuzamosan a szarvasbőgéshez hasonló állapotba kerülnek, amit nagyobb harciasság, az étvágy csökkenése és a nőstények iránti fokozott érdeklődés jellemez. A bak felhúzott ajakkal szimatol, és levizeli mellső lábait és fejét. A bak szagához hozzájárulnak a szarvtői mirigyek váladéka. Vannak nőstények, amelyek nem párzanak szagtalanított bakkal.
Tenyésztőknek elérhető a mesterséges megtermékenyítés is, amihez sok különböző vérvonalból lehet választani.

### Ellés
A vemhesség ideje 143-157 nap. 

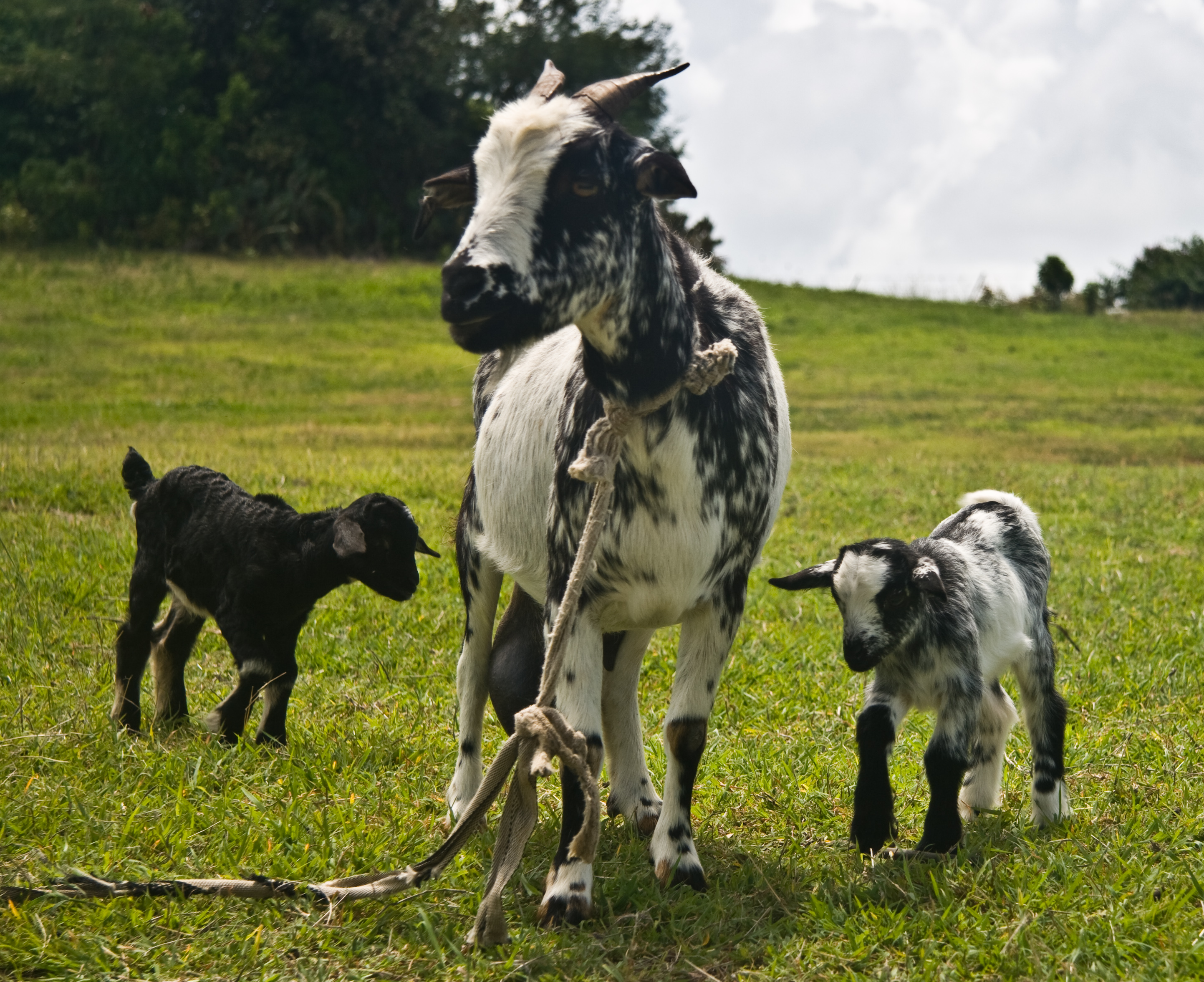
Nőstény kecske két kicsinyével

Az anyakecske a párzás utáni 21–22. héten 1, 2, vagy 3 és csak kivételesen 4, vagy 5 gidát ellik. Leggyakoribb az ikerszülés, de egy vagy három utód sem ritka. Közvetlenül szülés előtt az anya horpasza beesik. Az anya nyugtalanná válik, és gazdája közelségét keresi. Az anya gyakran megeszi a méhlepényt, ami tápanyagokban gazdag, vérzéscsillapító hatású, és jellemző a vad növényevőkre, amelyek így tüntetik el az ellés szagnyomait.
Születésük után néhány perccel felállnak a kis gidák és keresik az anyjuk tőgyét. A következő napokon már szaladgálnak és 4–5 nap múlva az anyjukat mindenhová követik. Gyorsan nőnek, a második hónapban ütköznek ki szarvaik, egy év alatt pedig elérik teljes nagyságukat.
A tejtermelés függ az anya fajtájától, genetikájától, korától, étkezéstől, az elfogyasztott vízmennyiségtől. Tejelő fajták össztermelése  680–1810 kg egy 305 napos tejelési szakasz alatt. Egy jól termelő anya napi 3 liter tejet termel a tejelési szezonban. Előhasi anyák kevesebbet adnak, kivételesen jó anyák akár napi 7 liter tejet is termelnek. A laktáció végén az anyát szárazra állítják, vagy magától áll szárazra, tipikusan újabb párzás után. Újabb párzás nélkül az anya 305 napon túl is fejhető. A nem tejcélú fajták (törpe, hús, gyapjú) csak annyi tejet termelnek, hogy utódaikat ellássák azok elválasztásáig.
Néha bakok is termelnek tejet.

### Várható élettartam
A kecske várható élettartama tizenöt-tizennyolc év. Jelentettek már 24 éves kort megért kecskét is.
Ezt az időtartamot betegségek, az ellés alatt előforduló problémák és a bakok szarvasbőgéshez hasonló állapota rövidíti.

## Hasznosítása
A házi tyúkon kívül jóformán egyetlen gazdasági állatfaj sem termel olyan sokféle terméket viszonylag kis és szerény befektetéssel, mint a kecske. Olyan területeket (meredek kopárok, ugarok, beszántás előtti területek) is képes hasznosítani, melyet más haszonállat nem. Emiatt fejlődő országokban segélyszervezetek kecskéket osztogatnak a szegényeknek. A kecske a testtömeghez viszonyított tejtermelésben az élen áll (8-10x). Húsa megfelel a korszerű konyha követelményeinek. Szőre illetve bőre ipari nyersanyag. Trágyája sem elhanyagolható. Bőréből az ókorban és a középkorban pergament készítettek. Kecskebélből készültek húrok hangszerekhez és sebészeti cérna is. Szarvából kanalat készítettek.
A kecskét célszerű legeltetni. Így biztosítható a gazdaságos és egészséges tartás. A közhiedelemmel ellentétben a kecske válogatós, az egyféle takarmányt hamar megunja, egy-egy helyen keveset legel, hamar odébbáll. Nagy területet bejár, mozgásigénye is nagy. Számos fajtának a nyájtartó képessége kicsi, ezért érdemes juhokkal együtt tartani. Más szempontból, a juhnyájakban is gyakran láthatunk kecskéket. A jerkék rejtetten ivarzanak, amit hamarabb észrevesz egy-egy kecskebak, mint a kos.
Külön kecskecsorda azonban csak elvétve akadt egy-egy községben (pl. Csíkszentdomokos, Szentgál). Többnyire a kijáró tehéncsordához vagy csürhéhez csapták hozzá a kecskéket is.
A kecsketartás EU-beli  főbb adatai:
- A kecskeállomány az EU 15 országokban több mint 17 millió
- az EU 10 új tagállamában kevesebb mint 700 ezer.
- tejtermelés a régi EU országokban évi 1 646 000 tonna
- az új 10 országban 74 000 tonna (magyar termelés 12-15 millió liter)
- EU 15 hústermelése: 72 361 tonna,
- az új 10 tagállamban: 8319 tonna (Magyarország 900-1000 tonna – 10% export)

Európában és Észak-Amerikában más fajtákat tartanak tejtermelésre és hústermelésre; habár a tejtermelésre tartott fajtáknál is hasznosítják a beteg, sérült egyedeket, a fölösleges gidákat, a fejlődési rendellenességgel születetteket (például fölösleges csecsbimbók) és a hermafroditákat. Az egyévesnél idősebb bakok húsát jellegzetes bakszaga miatt általában nem tekintik emberi fogyasztásra alkalmasnak. A fölösleges gidákat korán ivartalanítják, hogy ez később ne váljon problémává.
Tartásmódja régiótól és kultúrától függ. Többnyire a juhokhoz hasonlóan hegyeken vagy más legelőkön vándorolnak pásztorukkal együtt, aki többnyire gyerek vagy fiatal.
A tejtermelésre tartott kecskéket nyáron legeltetik, illetve amikor nem fejik őket. Fejési időben istállózzák őket, hogy közel legyenek a fejőálláshoz. Az istállózás lehet a lovakhoz hasonló, vagy a fedett részhez csatlakozhat karám. Kétféle rendszer van. Az egyikben évente pároztatják a nőstényeket, a másikban csak kétszer, utána évekig fejik őket.
A húscélra vagy gyapjútermelésre tartott kecskéket egész évben legelőn tartják, és szükség esetén kisegítik szénával.
Ázsia nagy részében, például Indiában, Pakisztánban és Nepálban a kecskéket házhoz közel tartják, vagy hagyják szabadon kóborolni, hogy saját maga gondoskodjon az élelméről. Ezek a kecskék tejhasznúak. A Salem fekete kecske csapatait reggel kiterelik, és este beterelik, napközben pedig az út mentén legelnek.

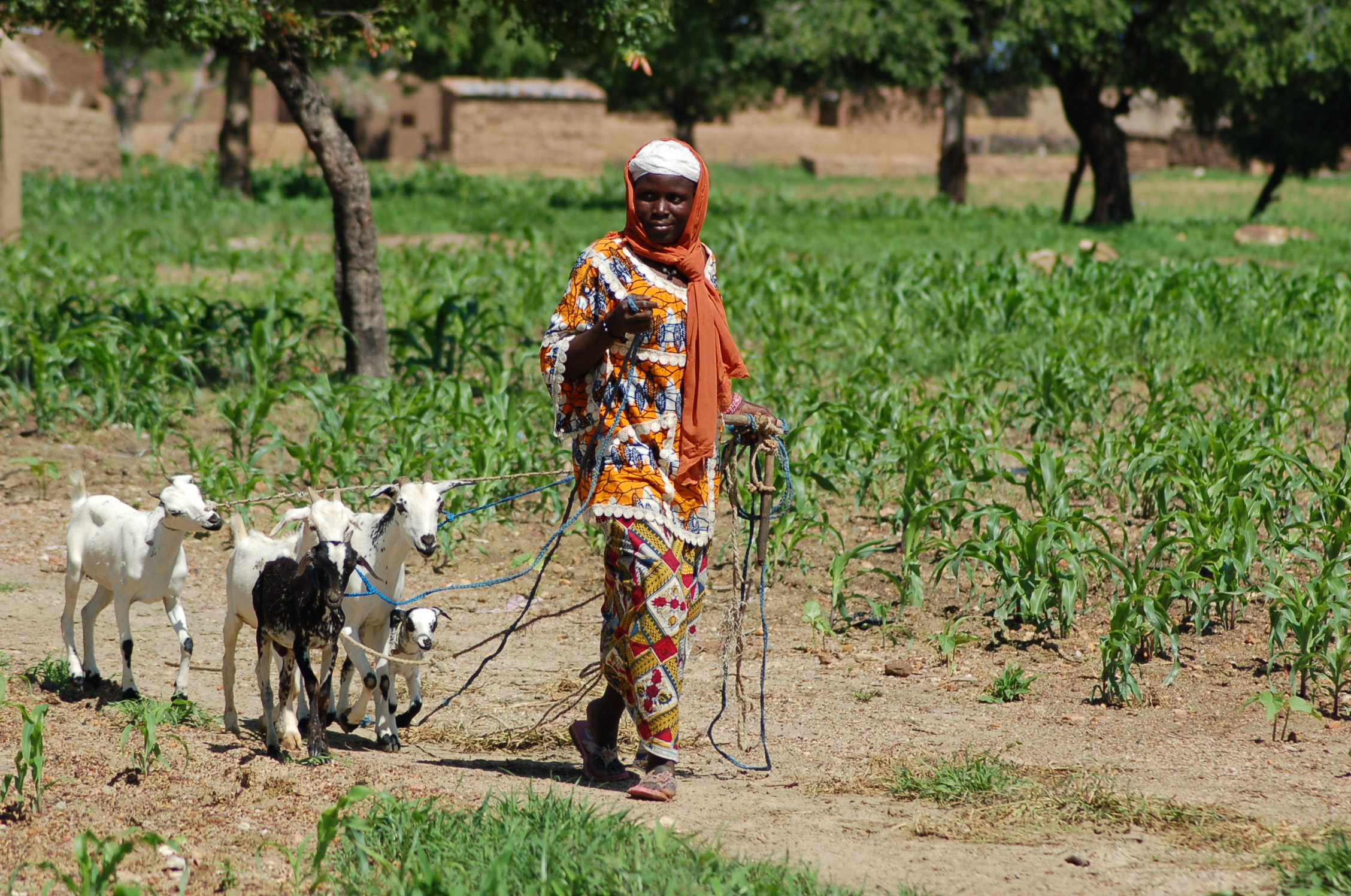
A kecske fontos állat sok ország családi gazdaságai számára

Afrikában és a Közel-Keleten a kecskéket juhokkal együtt tartják. Ez javítja a legelő kihasználását, mivel a két faj különböző növényeket kedvel. Etiópiában négy rendszerben tartják a kecskéket, attól függően, hogy az ország melyik részén vannak. Száraz vidékeken nomád pásztorkodás, máshol szarvasmarhával együtt, mindig legelőn vagy az év egy részében otthon. Ezek mindegyike extenzív, azaz kevés befektetést igényel. Nigériában hagyományosan háznál tartják őket.
Latin-Amerika nagy részén a kecskéket nem legeltetik szabadon, hanem begyűjtik a táplálékukat és a gazda eteti őket. Ez lehetővé teszi, hogy olyan táplálékot is felhasználjanak, amit az állatok könnyen összetipornak, mint a kukorica vagy a nád.
A világ sok részén, különösen Észak-Amerikában és Európában házikedvencként is tartanak kecskét, ami mellesleg tejet is adhat, de például a törpe fajtákat kifejezetten kedvencnek tenyésztették ki, ezeket nem szokták fejni mellesleg sem.

### Takarmányozása

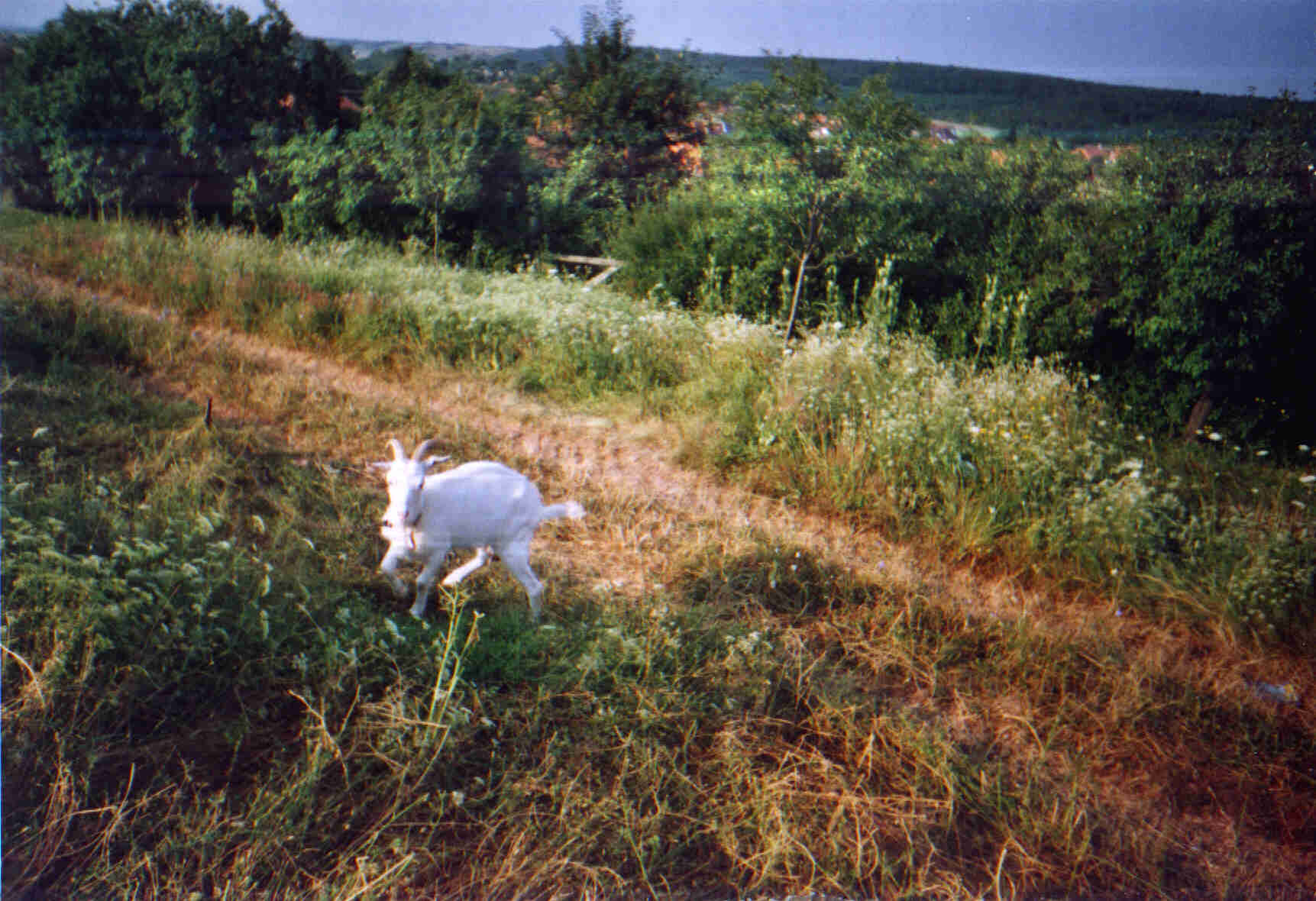
Kikötve a mező szélén

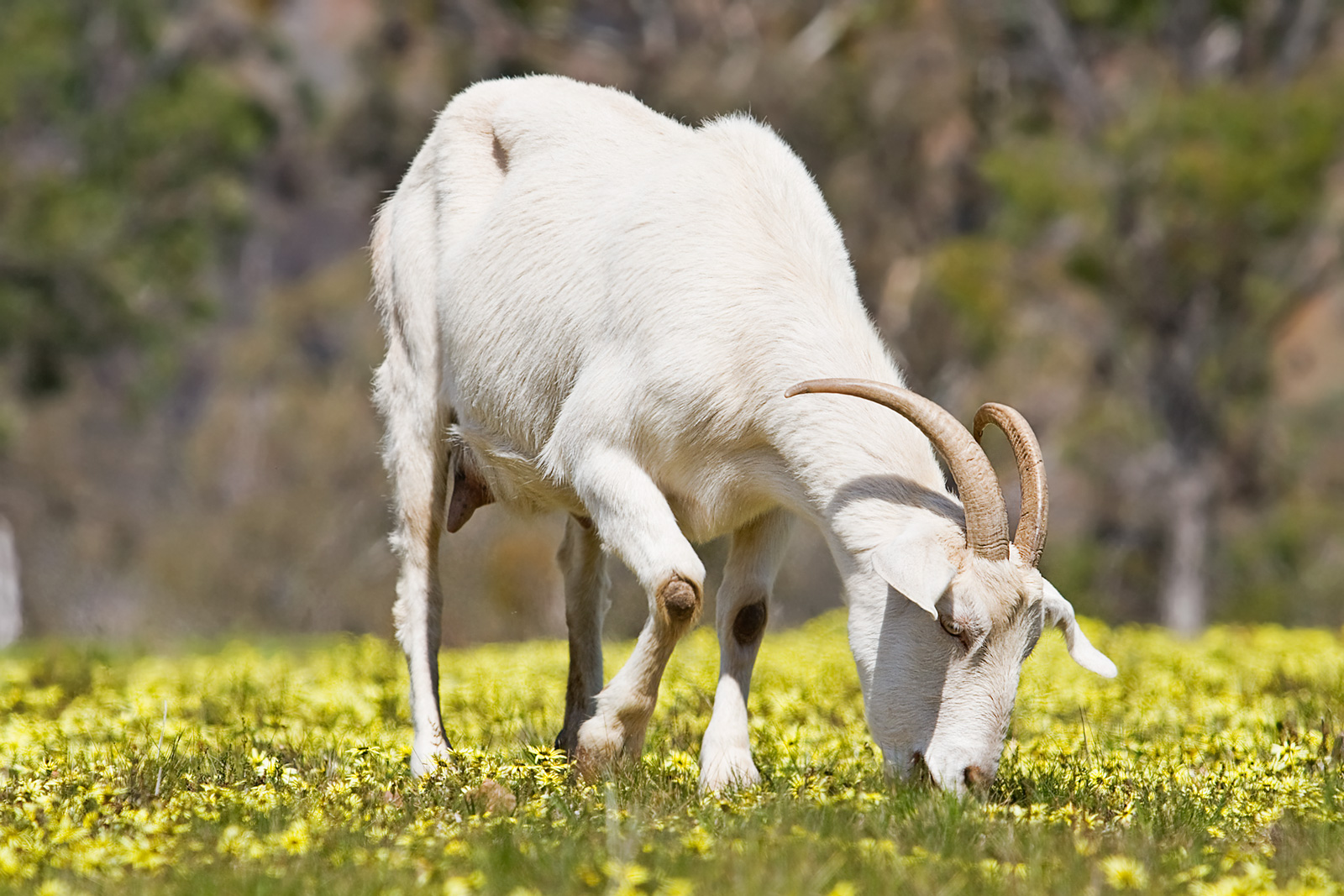
Arctotheca calendulával telenőtt mezőn legelő kecske. Ez a növény mérgező a többi háziállat számára

A házi kecske szinte mindent megeszik, köztük fém és karton dobozokat. A szarvasmarhától és juhtól eltérően böngésző állatok, innen-onnan szemezget, kíváncsi természeténél fogva belekóstol minden növényi anyagba, amit ehetőnek érez, ami lehet karton, papír vagy ruházat.  Az eldobált dobozokból áradó ismeretlen szagok csak tovább fokozzák kíváncsiságát.
Állítólagos megfigyelések szerint a kecske nálunk 576 fajta növényből 499-félét eszik meg. A legelésnél tűnik ki legjobban fáradhatatlansága és szeszélyessége. Mindig új élvezet után futva, mindenütt csak keveset tép, megpróbál és belekóstol ebbe is, abba is, de a legjobbnál sem időzik sokáig. Különösen a falevelekre vágyik és éppen ezért jelentékeny kárt tesz a védett erdőrészekben. Ha tud válogatni, akkor 60%-ban fák és bokrok leveleit, 20%-ban különféle lágyszárúakat és 20%-ban füvet eszik.  Közismert erdőpusztító. Nagy fokú elszaporodása miatt Dél-Európában az elpusztított erdő azért nem jön ismét rendbe, mert éppen a fiatal fák rügyező hegyeit harapdálja le. Csodálatosképpen baj nélkül eszi azokat a növényeket is, amelyek más állatokra nézve veszedelmesek,  úgymint: a kutyatej, godirc, boroszlán, körfény, az erős-szegfű, a szattyú, citromfű, zsálya, foltos bürök, mérges ádáz, és más ilyen nemű növény; örül a dohánynak, szivarvégnek és más hasonló dolgoknak. A kutyatej élvezetétől rendesen hasmenést kap; a tiszafa és a gyűszűvirág, leander számára is méreg. A legszívesebben veszi a hüvelyes növények fiatal gyenge leveleit, a komlót, a káposzta és répaféléket és a legtöbb falevelet. Szereti a kúszónövényeket (a kudzuhoz hasonlóan) és a bokrokat. A legtöbb hasznát látja a száraz, napos, termékeny magaslatokon található növényeknek.  Szabadon legelő kecskék csak vizet kapnak inni, istállóban tartottak pedig rozskorpából és sós vízből álló keveréket. Előszeretettel tartják hegyvidéken, különösen ott, ahová a szarvasmarha nem jut el. Mivel majdnem minden növényt megeszik, egész tájakat képes elsivatagosítani. Erről azonban a gazdájuk, illetve pásztoruk tehet, aki túllegeltet.
Rétek, melyek szeméttel vagy valamelyes rossz szagú anyaggal vannak bemocskolva, nem használhatók kecskelegelőnek, ugyanis még ott is undorodnak, ahol valamikor régen trágyázva volt. Rendszerint nem eszik olyan ételt, ami földdel szennyezett, és nem iszik szennyezett vizet, kivéve ha éhenhalás szélén áll.
Ezért is ritkán tartják istállóban.
Erjesztett szénaféleségek, mint szilázs csak frissen bontva adhatók, mivel a kecske gyomra érzékeny a Listeria baktériumokra, amelyek ezekben tenyésznek. A lucernaszéna alkalmas fehérjeforrás, és a kecske szívesen fogadja. A csenkeszszéna tápértéke csekély, és nem is szereti. A penész betegséget, akár halált is okozhat, de a kecskék megeszik a penészes növényeket is.
Kína egyes területein a teaültetvények gyommentesítésére használják. A kecskék nem eszik meg a tea keserű leveleit, de a gyomokat igen. Ürülékük trágyaként hasznosul.
A kiskecske emésztése a nem kérődző emlősökéhez hasonlóan működik. Születéskor a rumen még fejletlen, és csak akkor kezd el növekedni, amikor a szopós kecske elkezd növényeket rágcsálni. A tej emésztése az abomasumban kezdődik, majd a rumenba kerül.

### Kecsketej

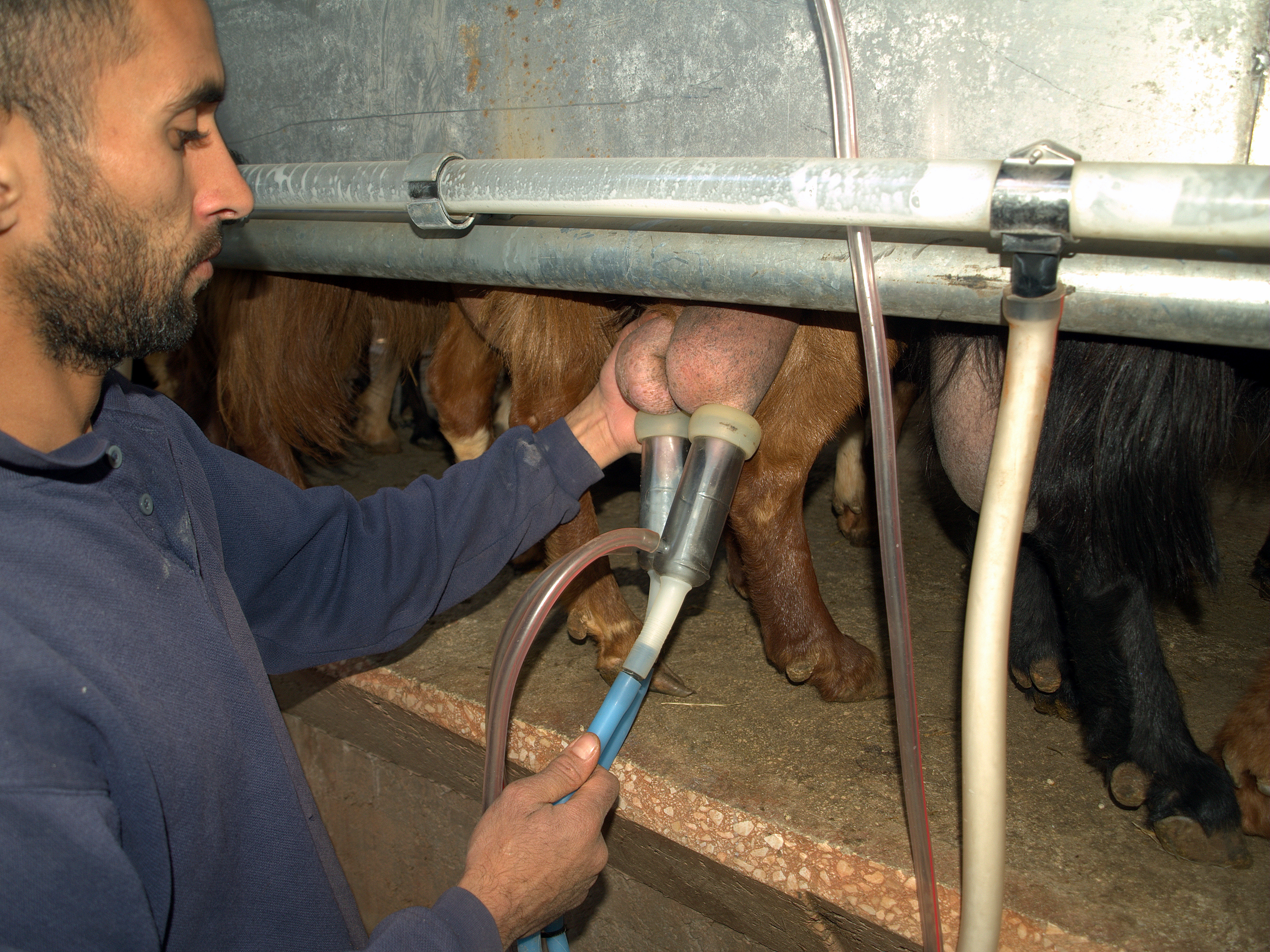
Kecske gépi fejése

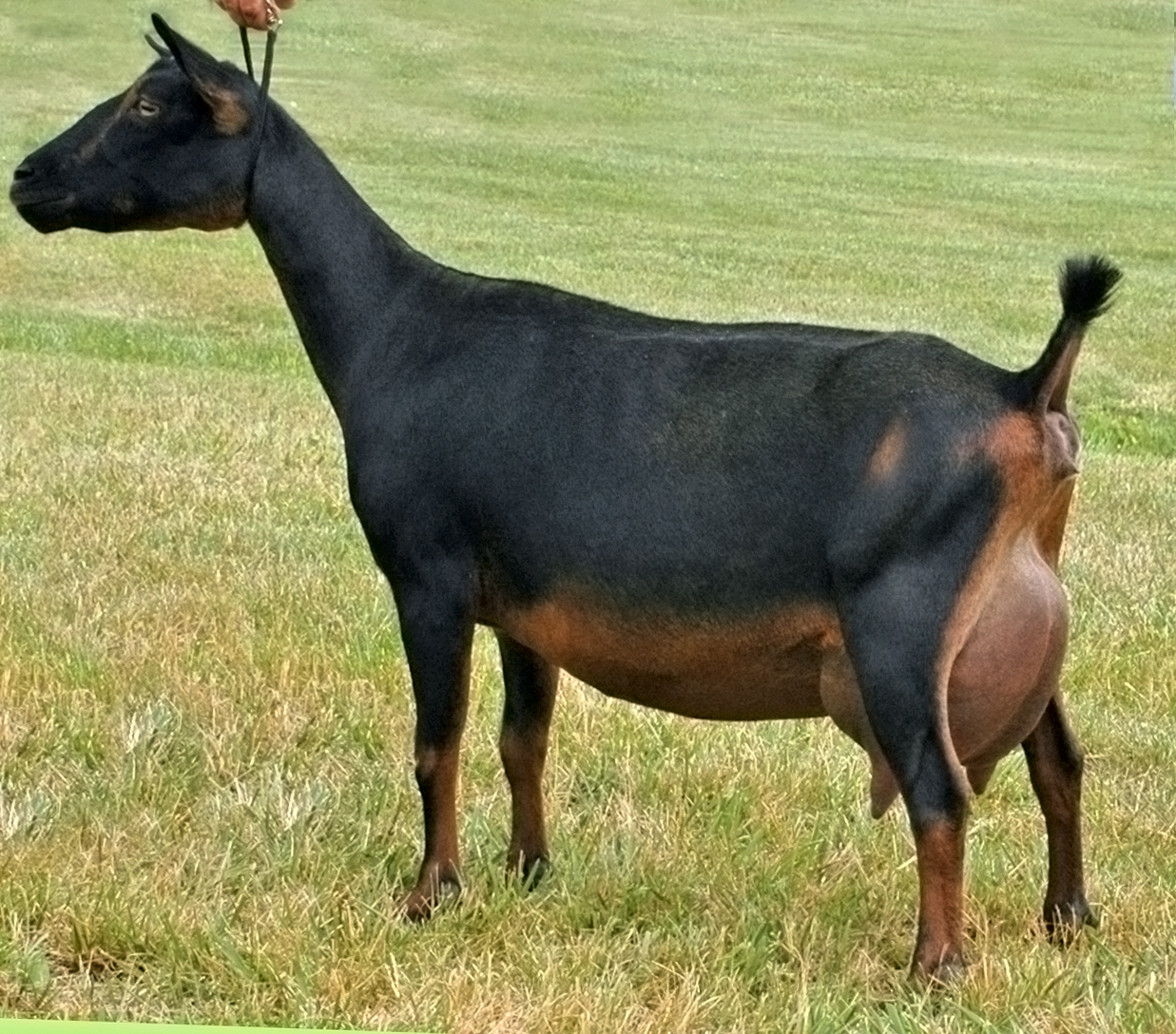
Fejős nigériai törpekecske

A Food and Agriculture Organization (FAO) becslései szerint 2008-ban a legtöbb kecsketejet India (4 millió tonna), Banglades (2,16 millió tonna), és Szudán (1,47 millió tonna) termelte.
A kecsketej a világ tejtermelésének 2%-a. Vannak kifejezetten tejtermelésre kitenyésztett fajták. A tej szagára és ízére az anya táplálkozásán kívül az anyával együtt tartott bak szaga is hathat. Ha ez a szag erős, akkor az a tejen is érződik.
Az anyák napi tejtermelése a harmadik vagy a negyedik szülés után a legnagyobb. Tejtermelő fajtáknál a napi átlag 2,7 – 3,6 l egy tíz hónapos laktációs periódus alatt.  A tejzsírtartalom 3,5%. A laktáció vége felé a tejtermelés csökken, és a zsírtartalom nő.
Tévhit, hogy a kecsketej laktózmentes volna; a laktózérzékenyek mindössze 10 %-kal többet fogyaszthatnak kecsketejből, mint tehéntejből fogyaszthatnának.
Aki egyáltalán nem termel laktázt, az kecsketejből is csak laktózmentesítettet ihat, különben bélproblémákkal kell számolnia.
Kevésbé okoz nyáktermelést a gyomorban és a bélrendszerben és a gyomorfekélyes betegeknél. A tej a gyomorba érkezve a pepszin hatására megalvad. A tehéntej – összetételéből és jellegéből adódóan – nagy pelyhekben alvad, míg a kecsketej kisebb pelyhekben. Az alvadék a kecsketej esetében lágy, míg a tehéntej esetében keményebb (nehezebben emészthető). A tehéntej-alvadékpehely mérete 15-200 g, átlagosan 70 g, míg a kecsketej-alvadékpehely 10-70 g között változik, átlagosan 36 g. Ezek a kisebb pelyhek könnyebben emészthetők. Ha az esszenciálisan szükséges aminosavak könnyen felvehető formában állnak rendelkezésre egy gyenge szervezetben, mindenképpen hatékony javulásra számíthatunk.
A kecsketej a tehéntejnél enyhén édesebb, tejszínesebb ízű. Benne a zsírcseppek kisebbek, és egyenletesebben oszlanak el, nem gyűlnek össze a tej tetején, szemben a tehéntejjel, így homogenizálásra nincs szükség. Sajtkészítéshez a homogenizálás nem ajánlott, mivel megváltoztatja a tej természetes szerkezetét, ezzel rontja a kultúra alvasztási képességét, ami kihat a sajt minőségére.
A kecsketej sikeresen helyettesíti a tehéntejet olyanok étrendjében, akik allergiásak a tehéntejre. Ez is tartalmaz kazeint, az emlősök tejére jellemző egyik proteinfajtát.
A népgyógyászat világszerte számos betegség gyógyításában használja a kecsketejet. A világ többi részén az antibiotikumok felfedezése előtt a TBC gyógyításának fontos eszköze a kecsketejkúra volt. Az ókor óta ismeretes, hogy az anyatej pótlására is a kecsketej a legalkalmasabb, mivel összetétele a többi tejhez képest a legjobban hasonlít az anyatejhez. (A görög mitológia szerint Zeuszt is kecsketejen nevelték.) Hazánkban sok jómódú házban a dada tejét kecsketejjel helyettesítették régebben.
Néhány gazdálkodócsoport, például a Small Farm Today 2005-ben jótékony hatást tulajdonított a kecsketejnek, többek között glicerinészter-tartalma miatt, ami szerintük fontos a kisgyerekek nevelésében. Egy 1970-ben megjelent könyv szerint a kecsketej a tehéntejjel és az emberi tejjel szemben emészthetőbb; kémhatása különbözik azokétól, de pufferrendszerének nagyobb a kapacitása.
Több egészségügyi szervezet ellenjavallja a kecsketejes babanevelést. Az American Academy of Pediatrics  szerint szórványosan előfordulhatnak súlyos elektrolit-eltérések, metabolikus savasodás, megaloblasztikus vérszegénység, allergiás reakciók, akár anafilaxiás sokk is, hemolitikius urémiás szindróma, és fertőzések.
Az USDA szerint a kecsketejben túl kevés van az olyan tápanyagokból, mint vas, folátok, B6-, C- és D-vitamin, tiamin, niacin és pantoténsav. Károsíthatja a baba anyagcseréjét és veséjét. Az Egyesült Királyság egészségügyi minisztériuma egyszerűen alkalmatlannak nevezi a kecsketejet arra, hogy akár módosítás nélkül neveljenek vele csecsemőt, akár tápszerekhez használják. A Canadian Federal Health Department  szerint a lehetséges legnagyobb veszély az allergia, a tehéntejhez hasonlóan.
| Összetevő              | Kecske | Tehén | Ember |
| ---------------------- | ------ | ----- | ----- |
| Zsír (g)               | 3,8    | 3,6   | 4,0   |
| Fehérje (g)            | 3,5    | 3,3   | 1,2   |
| Laktóz (g)             | 4,1    | 4,6   | 6,9   |
| Hamu (g)               | 0,8    | 0,7   | 0,2   |
| Összes szárazanyag (g) | 12,2   | 12,3  | 12,3  |
| Kalória                | 70     | 69    | 68    |

| Összetevő                         | Mértékegység | Tehén | Kecske | Juh  | Vízibivaly |
| --------------------------------- | ------------ | ----- | ------ | ---- | ---------- |
| Víz                               | g            | 87,8  | 88,9   | 83,0 | 81,1       |
| Fehérje                           | g            | 3,2   | 3,1    | 5,4  | 4,5        |
| Zsír                              | g            | 3,9   | 3,5    | 6,0  | 8,0        |
| Szénhidrátok                      | g            | 4,8   | 4,4    | 5,1  | 4,9        |
| Energia                           | kcal         | 66    | 60     | 95   | 110        |
| Energia                           | kJ           | 275   | 253    | 396  | 463        |
| Laktóz                            | g            | 4,8   | 4,4    | 5,1  | 4,9        |
| Koleszterol                       | mg           | 14    | 10     | 11   | 8          |
| Kalcium                           | IU           | 120   | 100    | 170  | 195        |
| Telített zsírsavak                | g            | 2,4   | 2,3    | 3,8  | 4,2        |
| Egyszeresen telítetlen zsírsavak  | g            | 1,1   | 0,8    | 1,5  | 1,7        |
| Többszörösen telítetlen zsírsavak | g            | 0,1   | 0,1    | 0,3  | 0,2        |

Az értékek függnek a fajtától, egyedtől, takarmányozástól, valamint a laktációs szakasztól.

### Kecskesajt
A kecsketej feldolgozható sajtnak, vajnak, joghurtnak és más tejtermékeknek. A  Rocamadour és a Montrachet francia sajtféleségek kecsketejből készülnek. A kecskevaj fehér, mivel a kecsketejben a karotin színtelen formában van jelen.
Nem sokkal azután, hogy a kecskét háziasították, már készítettek a pásztorok a tejéből sajtot, tartósítás végett. Ma Magyarországon sokféle kecskesajt készül és tehéntejjel keverve úgynevezett csemegesajtok is.
Fajtái:
- Lágy kecskesajtok
- Félkemény kecskesajtok
- Kemény kecskesajtok
- Reszelni való kecskesajtok

Házilagos, kisüzemi körülmények között a lágy és félkemény sajtok készítésével célszerű foglalkozni.
A Kárpátokban a középkorban és később is juhnyáj közt legeltették a kecskéket, tejüket az esztenákban (hegyi kunyhókban) a juhokéval összefejve dolgozták fel. A lengyel Kárpátokban a juhász 1/3-dal több sajtot adott a gazdának a kecskéért, mint a juhért.

### Kecskehús

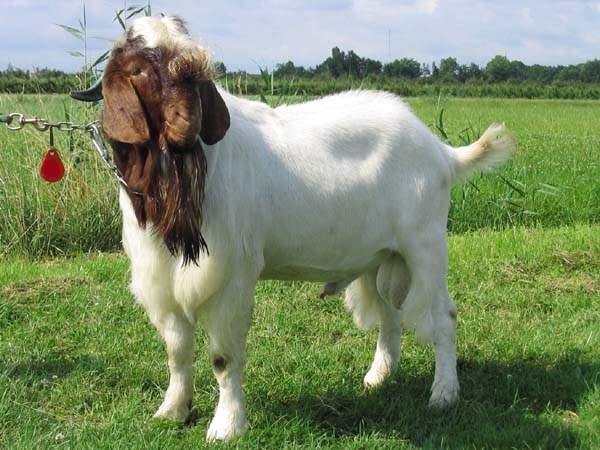
A búr kecske, egy húsáért tenyésztett kecskefajta

A kecske húsa igen ízletes. Van, aki tejes korában kedveli töltve és egyben megsütve, és van, aki az érettebb, idősebb húsú állatot részesíti előnyben. A kecske húsa (szemben a birkáéval) egyáltalán nem faggyús, ezért legjobban a nyolc hónapos gidák (pecsenyegida) értékesíthetőek. Húsa 20-30%-ban a kolbász-alapanyagban felhasználva felettébb ízletes húsipari terméket eredményez.
A gidahús íze hasonlít a tavaszi bárányhúséhoz. A Karib-szigetek angol nyelvű részein és Ázsia több részén, mint Indiában, Pakisztánban és Bangladesben a mutton szót használják mindkét hús megnevezésére. Mások kortól függően a szarvas vagy a borjú húsához hasonlítják. Ízét leginkább a 4-metiloktánok és a 4-metilnonanoiksav határozza meg.
A gidahús sokféleképpen elkészíthető: főzéssel, sütéssel, grillezéssel, barbecue-nak, pácolással és rántással. Darálható, curryzhető, és kolbászba tölthető. A felnőttkorban leölt vagy elpusztult kecskék húsát többnyire kolbászba töltik. Mivel kevés zsírt tartalmaz, a gidahús megkeményedhet, ha magas hőmérsékleten párolják. A legnépszerűbb húskecske a Boer, amit Dél-Amerikából az 1990-es években telepítettek az Amerikai Egyesült Államokba. További húsfajták az új-zélandi kiko, vagy a Tennessee-ben kitenyésztett miotonikus (merev) kecske.

### Gyapjú

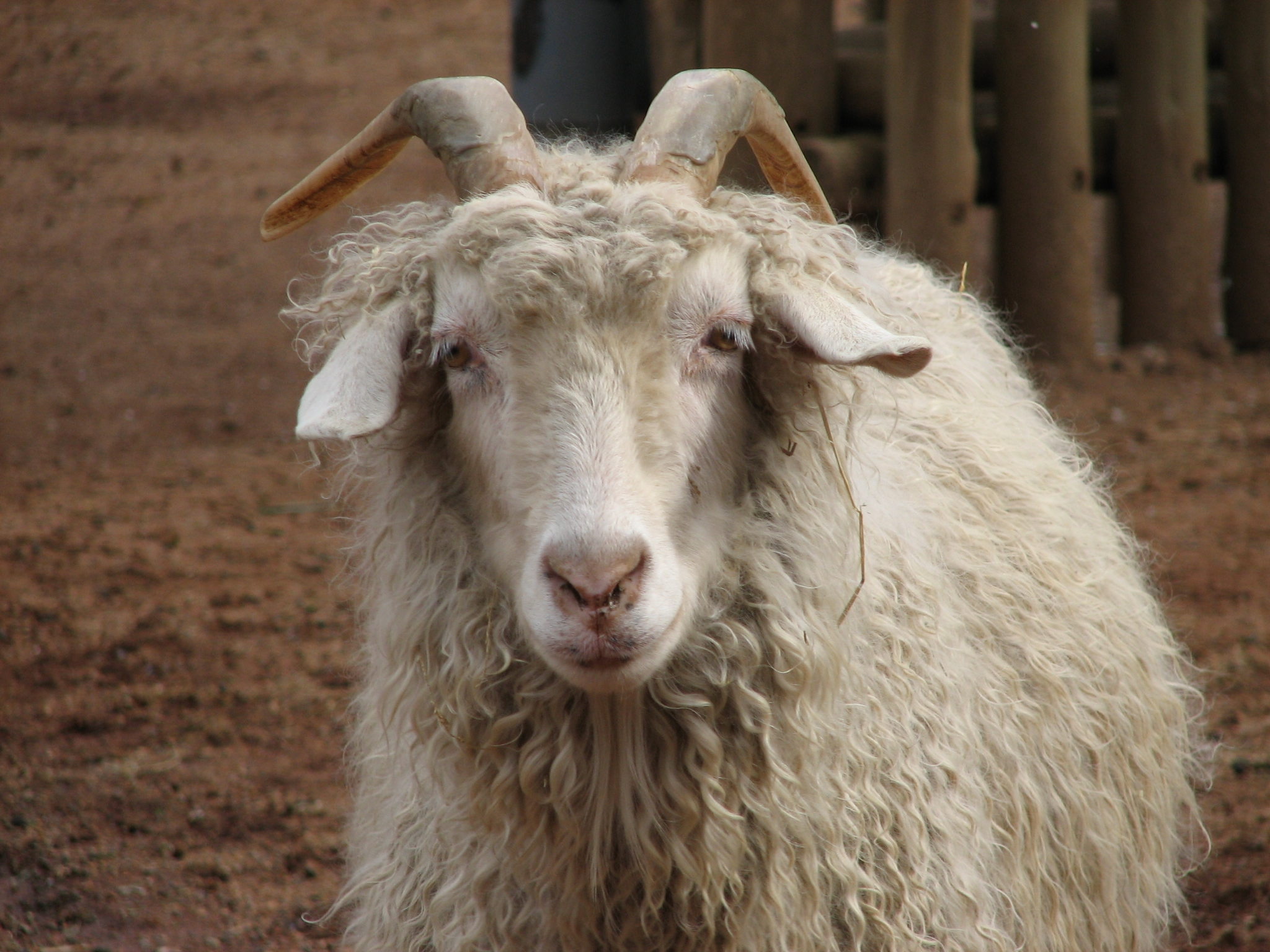
Angórakecske

Az angóra kecske a juhokéhoz hasonló, hosszú, hullámos gyapjat növeszt, fedőszőr nélkül. A fürtök legalább tíz centiméterre nőnek meg. Az angóra hibridek, mint  pygora és nigora, kisebb termetűek és könnyebben kezelhetők, de szőrük hasonló szerkezetű. Évente kétszer nyírják őket, egy alkalommal átlagosan 4,5 kg gyapjú nyerhető.
A legtöbb kecske szőrzete aljszőrzetet és fedőszőrzetet is magába foglal. Az aljszőrzet feladata a hőszigetelés, a fedőszőrzeté a védelem és a színezet kialakítása. A textilipar inkább az aljszőrzetet tudja hasznosítani, mivel a fedőszőrzet durvább, és nehezebben színezhető. A kecskegyapjút nevezik kasmírnak vagy pasminának is. A kasmír kecske kereskedelmi mennyiségű gyapjat növeszt, ami nagyon puha és lágy. A legdrágább természetes rost. Évente egyszer nyírják, átlagban  260 g gyapjú az eredmény.
Dél-Ázsiában a kasmírt pasminának nevezik. A 18. században és a 19. század elején Kasmírban fellendült a textilipar, sálairól vált ismertté. Nyersanyagát, a kecskegyapjút Tibetből és Tatárföldről importálták, Ladakon keresztül. Az első kasmír sálakat Napóleon egyiptomi hadjárata (1799-1802) hozta Párizsba. Ezek gyártási helyéről nevezték kasmírnak a gyapjút.

### Földtisztítás

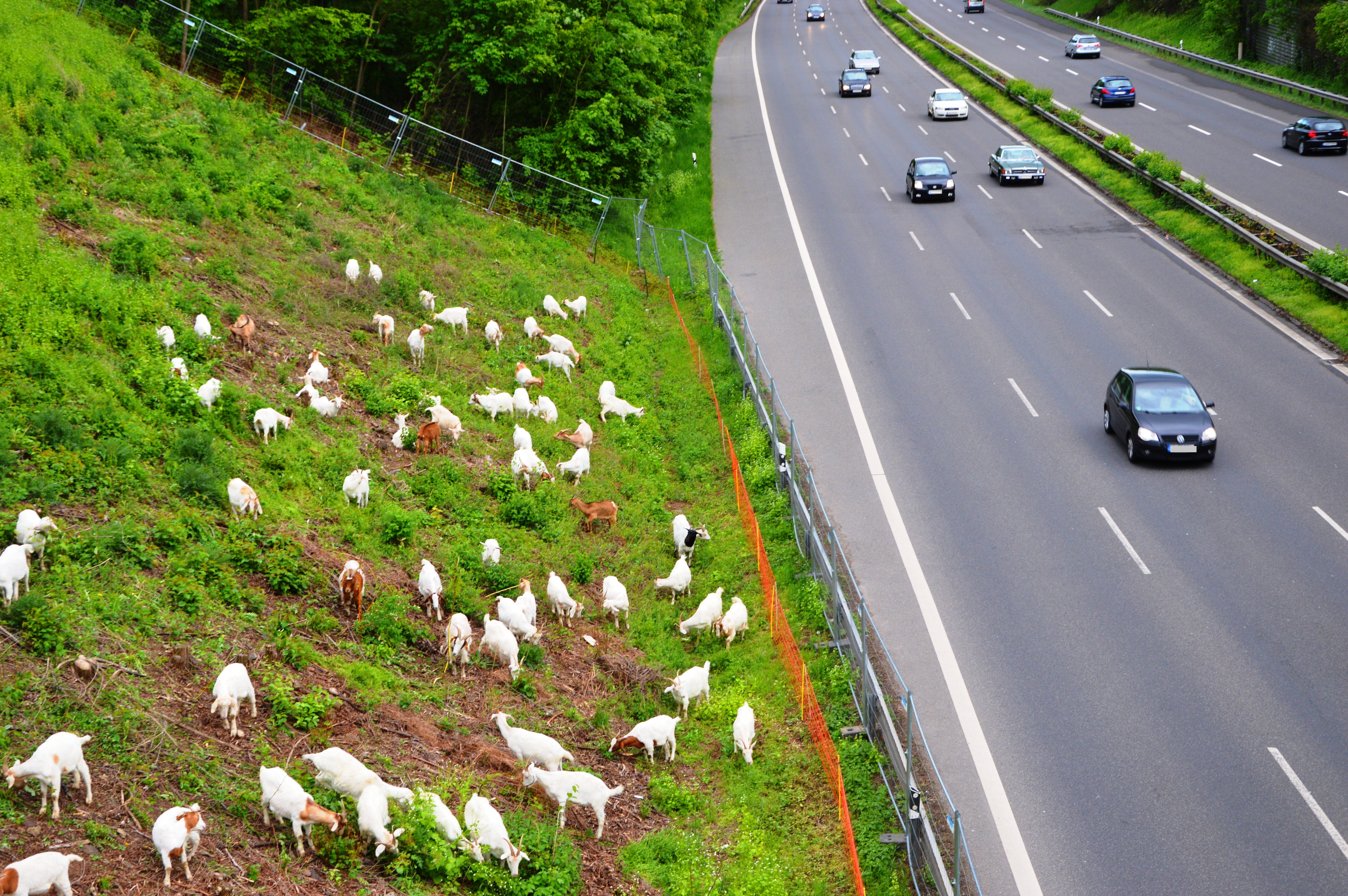
Az A 59 mellett tájkarbantartási céllal legeltetett kecskenyáj

A kecskéket évszázadokon át használták arra, hogy eltüntessék a nemkívánatos vegetációt.  Észak-Amerikában a tűzveszélyes száraz bozótosok irtására használták Kaliforniában az 1990-es években. Ezután számos ügynökség ajánlott kecskenyájakat hasonló feladatokra. Az Amerikai Egyesült Államok nyugati partján népszerűvé vált ez a módszer, ahol olyan invazív növényfajok irtásában segít, amelyekkel az ember egyedül nem boldogulna.
Németországban meredek hegyoldalak bebokrosodását akadályozzák legeltetéssel, ahol kézi módszerekkel túlságosan költséges lenne bokrokat és fákat irtani. Észak-Rajna-Wesztfáliában autópályák mellett is legeltetnek. Mivel a kecske két lábra állva magasabbra ér, és lehántja a fák kérgét, így nagyobb fákat is el tud pusztítani. Ezzel új fajok megtelepedését akadályozzák, amelyek invazívak lehetnek. Miután átterelik a nyájat egy másik területre, a ritkább és az őshonos növények jobban növekszenek.

### Kecsketrágya
A kecsketrágya a földbe beleszántva, kicsit megpihentetve jó minőségű termőtalajjá változtatja a silány földet is. A zöldségek termesztéséhez, fejlődésükhöz kimondottan előnyös, de a gyümölcsfák gyarapodásában is nagy szerepet játszik.

### Katonák egészségügyi képzése
Mivel a kecske anatómiája és fiziológiája hasonlít az emberre, egyes országokban az egészségügyis katonák képzéséhez kecskéket használnak. Az Amerikai Egyesült Államokban a kutyákat kecskék váltották fel az 1980-as években.  Habár modern próbababákkal is szimulálható az emberi test működése, a kecskén végzett gyakorlat jobban érezteti a sürgősséget.

### Társ
Néhány ember kecskét választ házikedvencnek, mivel képes közeli kapcsolatot felépíteni gazdájával. Nyájösztöne miatt követi gazdáját és a család többi tagját.
Egyedül tartott lovakhoz gyakran egy vagy több kecskét költöztetnek, hogy a ló nyugodtan alhasson, ne süllyedjen depresszióba és ne váljon agresszívvá.

### Teherhordás
A kecske alkalmas lehet teherhordásra. Egy egészséges és fitt kecske testtömegének 25%-át bírja el, és napi 12 mérföld megtételére képes. Gazdájukat póráz nélkül követik.  Teherhordásra többnyire caffokat (heréltek) használnak, de előfordul, hogy anyákat pakolnak fel. Habár testtömegük kisebb, így kevesebb terhet tudnak cipelni, naponta kétszer friss tejet tudnak adni.

## A kecske betegségei
A kecskék többnyire kevéssé fogékonyak a betegségekre, és nincs szükségük orvosi ellátásra, de számos betegséget elkaphatnak.
Néhány betegséget emberre is közvetíthetnek, így a TBC-t, a brucellózist, a Q-lázat és a veszettséget.

### Fertőző betegségek
1. Aujeszky-betegség
2. Afrikai álomkór
3. Brucellózis (Bang-kór)
4. Caseous lymphadenitis
5. Dermatitis (fertőző hólyagos bőrgyulladás)
6. Vérhas
7. kecske ízületi- és agyvelőgyulladása (CAE)
8. Kötőhártya-gyulladás
9. Lépfene (Anthrax)
10. Merkez
11. Száj- és körömfájás
12. Talprothadás (büdös sántaság)
13. Tályog
14. Tetanusz
15. Tüdőgyulladás

### Paraziták

#### Külső paraziták
- Kullancsok
- Rühatka
- Tetvek

#### Belső paraziták
- Coccidiózis
- Escherichia coli
- Galandférgek
- Májmétely
- Orsóférgek

### Vemhességgel, elléssel, szoptatással összefüggő betegségek
- Vemhességi toxózis
- Ketózis
- Tőgygyulladás

#### Vetélés
A kecskéknél ritka a vetélés. Vagy parazitákra (májmétely, coccidiozis), vagy mechanikai okokra lehet visszavezetni. Esetleg mérgező növény vagy fagyos takarmány is okozhatja. Egyes orvosságok is kiválthatják (féreghajtók, antibiotikumok).

### Egyéb betegségek
- Húgykő
- Mérgezések

A húgykő bakokban, főleg herélés után gyakoribb. Az állat nehezen, vagy egyáltalán nem vizel, erőlködik. Gyógymód: simaizom-lazító, járatás.

## Vallás és folklór
Szíriában az ókori Ebla városában megtalálták a király vagy egy főnemes sírját, benne egy kecskefejekkel díszített trónt. Ezért a helyre a Kecskék urának sírjaként utalnak.

### Ókori görögök

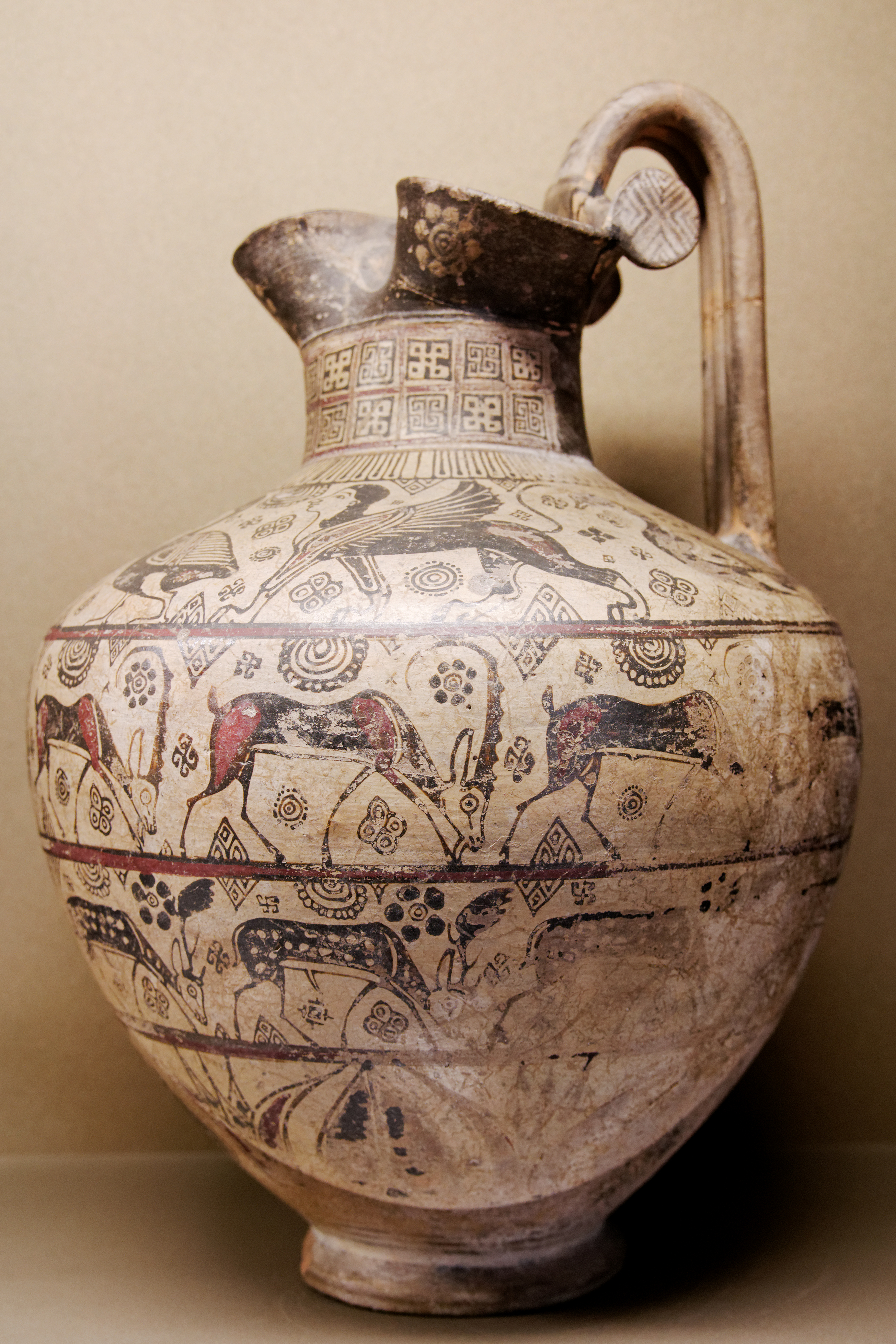
Vadkecskéket ábrázoló ókori görög váza

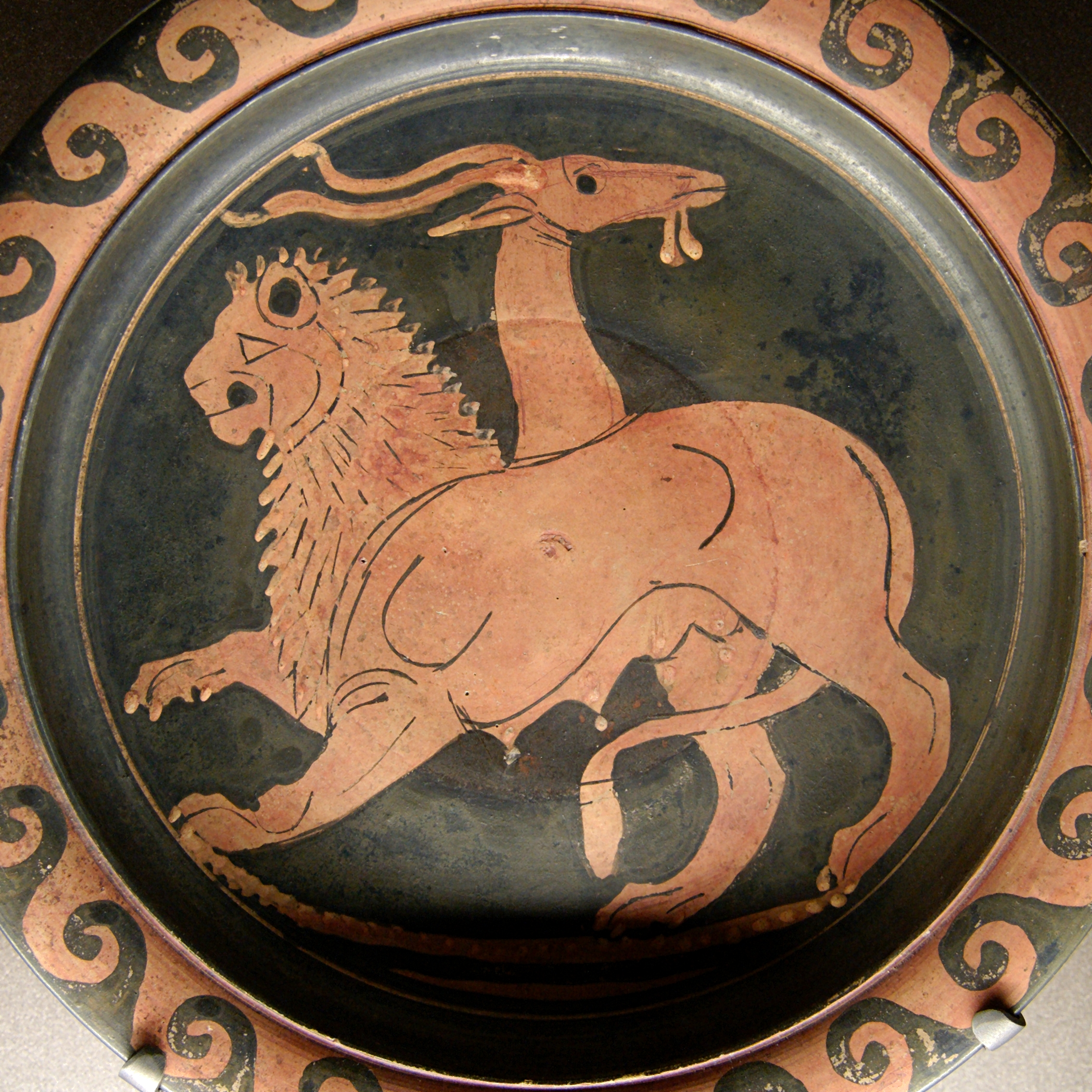
Kiméra egy apuliai vörös alakos tálon, Kr. e. 350–340 (Louvre, Párizs)

Az  ókori görög pásztoristen, Pán lába, szakálla és szarva kecskeszerű volt. Az erdő félelmet keltő istene, aki rosszindulatúvá válik, ha zavarják a sziesztáját. Fallikus istenként számos szerelmi kalandba keveredett. A görögök neki tulajdonították a pánsíp feltalálását.
Daphnisz Hermész és egy nimfa fia, akit egy kecske táplált, amíg rá nem talált Lamon, aki felnevelte. Chloét juh szoptatta. Longos a 3. században szerelmes regényt írt róluk. A kecskék viselkedésének éves változásával analóg módon írta le egyre szorosabbá váló kapcsolatukat.
A kiméra kecskefejű, kecsketestű, de van még egy oroszlánfeje, és egy kígyófarka is, amin kígyófejet visel.  Bellerophon győzte le a tüzet köpő szörnyet Pegazus segítségével. A levegőből lőtte le. A faunok és a szatírok részben emberek, részben kecskék. A bróm nevét a bakszagról kapta.
Oineusz mitológiai király idején egy pásztor látta, hogy bakkecskéi szőlőtőről esznek, így felfedezte a szőlőt. Oineusz bort készített a szőlőből. Dionüszosz boristen ünnepén kiskecskét ajánlottak fel az istennek. Dionüszosz az alkyoni tavon keresztül ereszkedett le az alvilágba, hogy anyját, Szemelét felhozza a halottak közül. Visszatérését feltehetőleg tavasszal ünnepelték egy tó mellett emelt sírdombnál, amin egy fallosz alakú szobor állt. Trombitával hívták az istent, és áldozatként bárányt vetettek a tóba.
Aphroditét, a szerelem istennőjét gyakran kecskeháton ábrázolták. Kr. u. a 2. században Pauszaniasz ezt a szobortípust epitragiának nevezte (=kecskén). Szerinte az ilyen szobrokat hat évszázaddal korábban, azaz a Kr. e. 4. században (annak az elején) készítette Szkopasz. Ezzel arra utalt, hogy Aphrodité felelős a fiatal férfiak szexualitásáért, mivel őket ebben az összefüggésben bakoknak nevezték. Arisztotelész többször utalt a kecskebakok és a fiatal férfiak szexualitása közötti hasonlóságokra.
Amaltheia, Pán anyja, Zeuszt kecsketejen nevelte fel. Más történet szerint Amaltheia maga volt a szoptató kecske. Ezt Amaltheia a bőségszarujával is megtestesíti.

### Germánok

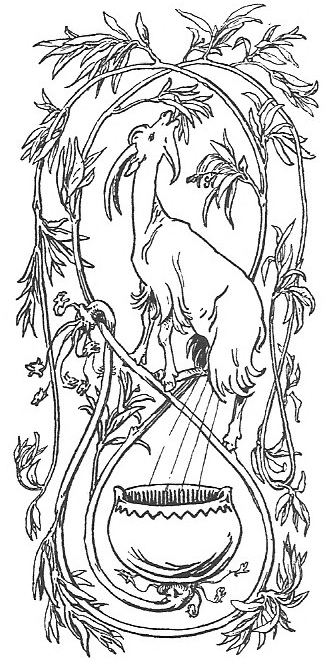
Heidrun a Lärad fánál. Rajz Karl Gjellerup dán író egy 1895-ben megjelent művéből

A germán mitológiában Thor szekerét két bakkecske,  Tanngrisnir és Tanngnjóstr húzza.  Éjszaka Thor tábort üt, megeszi a kecskéket, és gondosan vigyáz arra, hogy ne törjön csontot. A maradványokat beburkolja. Reggelre a csontokra hús nő, a két kecske feltámad, és tovább húzzák a szekeret. Egyszer Thor meghív egy parasztfiút vacsorára. A parasztfiú eltöri az egyik lábat, hogy kiszopja a velőt. Reggelre a lábcsont törött marad, így a fiúnak Thor szolgálatába kell állnia, hogy kompenzálja a kárt. Thor alapít egy falut, és itt hátrahagyja a kecskéket. A kecskéket később is megemlítik, amikor Thor nélkülük és más kísérők nélkül, fiatalemberként tér vissza a Földre. A németeknél fennmaradt hagyományokból hiányzik a csontok eltörése és a lesántulás. Amikor az égi kocsi zörög, akkor dörög az ég.
Az anyakecskék a germánoknál gyakran nagyvonalú dajkaként szerepeltek, mint Amaltheia. Az északi mitológiában Heidrun a Valhalla közelében növő Lärad fa leveleit eszi, és tőgyéből mézsör folyik.
A yule kecske az egyik legrégibb skandináv és észak-európai yule ünnep, majd a karácsony szimbóluma. Yule-kor korábban kecskét áldoztak, ez volt a yule kecske. Ugyanez a kifejezés vonatkozik a szalmából font kecskebábura. Ezzel a bábuval járnak karácsonyi dalokat énekelni, amiért ételt és innivalót kapnak, gyakran gyümölcsöt, süteményt vagy édességet. A gävle kecske is yule kecske, csak óriás méretben, amit minden évben Gävle városában állítanak fel. A termékenységet jelképezi. Ehhez hasonló az Alpokban a Habergeiß, ami a termékenységgel állt kapcsolatban, és a kereszténység felvétele után démonként élt tovább.

### Kelták
Walesben a kelta mitológia varázserőt tulajdonít a kecskéknek. Közel állnak a koboldszerű Tylwyth Teg lényekhez, távolabbról pedig kapcsolatba hozhatók a gonosz Gwyllion szellemekkel is.
Az ír Killorglin kisvárosban minden év augusztus 10-én megrendezik a Puck Fairt. Ebben egy kecskebakot királlyá választanak. A háromnapos ünnep kezdete a 10. századra vezethető vissza, amikor a Grönlandon megtelepedett vikingek rablóhadjáratokat vezettek az írek ellen. Egyszer egy kecskebak ijesztette meg őket, úgy, hogy visszamenekültek hajóikra, és vissza sem nézve hazahajóztak.

### Zsidóság

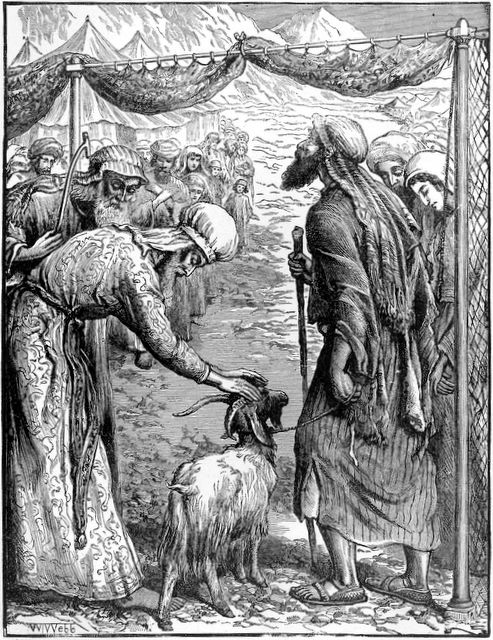
A bűnbakot a pusztába küldik. William James Webbe illusztrációja, 1904 előttről

A zsidó szentírás szerint Jom kippur napja a bűnbánat napja, amikor nem szabad enni-inni (Lev 13,3–10). Ez a nap máig a legfontosabb nap a zsidó vallásban. Ezen a napon kiválasztottak két kecskebakot, amelyek közül kisorsolták a bűnért való áldozatot, a másikat pedig kiengedték a pusztába, miután a főpap nyilvánosan meggyónta Izrael összes bűnét.
Dániel könyvében a próféta leírja látomását (Dániel 8, 1). Ebben egy egyszarvú bakkecske legyőz egy kétszarvú kost, majd nagyon nagyra nő. Végül a bak szarva letörik, és helyére négy szarv nő a négy égtáj felé. A bakkecske Görögország királyát, a kos Médiát és Perzsiát jelenti. A király birodalma nagyra nő, halála után pedig a birodalmat négy részre osztják, amelyek már nem lesznek olyan hatalmasak. Rembrandt 1650-ban megfestette a látomást.
A sófár juh vagy kecske szarvából készülhet. A zsidóknak adott törvény szerint a kecske tiszta állat. Megbecsült vendégnek vágtak kecskét. Kecskeszőr függöny választotta el a szentélyt a templom többi részétől. (Kivonulás 25:4)

### Kereszténység
A pogány kultúrákban a kecskék, különösen a bakok  a szexuális túlfűtöttséget jelképezték. Erre adott eltúlzott válaszreakcióként bibliai szövegekben a kecske a rosszat, az ördögit jelzi, ellentétben a juhokkal. Jézust a keresztény szövegek Isten Bárányának nevezik; Jézus a jó pásztor, aki életét adja juhaiért; az elkóborolt juh példázata. Máté evangéliumában a 25,31 részben a végítéletet úgy írja le, hogy Jézus úgy választja szét a jókat és a rosszakat, mint a pásztor a juhokat és a kecskéket. Jézus megáldja juhait, és a mennybe hívja őket, míg a bal oldalán állókat pokolra taszítja. A fordításokkal több nyelven is elterjedt a bűnbak szó. A zsidók az egész nép bűneiért mutattak be áldozatot: a két bak közül az egyiket égő áldozatnak készítették el, a másik jelképesen magával vitte a zsidók bűneit a pusztába.
A korai kereszténységben a kecske inkább dekoráció volt, mint szimbólum. A középkorban a bujaságot, az egyik főbűnt jelenítette meg. A Freiburger Münsterben a bujaságot egy meztelen szűz ábrázolja, akinek a vállait kecskebak bundája borítja. Mellette egy szép öltözetű férfi, de jobb oldalát csúnya állat fedi.  A 13. századi német domborműveken a szűz kecskebakon lovagol, mint például a magdeburgi dómban. A 14. században ez az Aphroditéra (ókori görög istennő) visszamenő ábrázolás elterjedt. Látható például Auxerre katedrálisának déli kereszthajójában tartóelemként. Hasonló ábrázolások találhatók a 15. századig készült hóráskönyvekben is.
A középkorban elterjedt ördögábrázolásokon az ördögnek ló- vagy kecskelába van, fekete bundájú és kecskeszarvakat visel, annak jeleként, hogy egyesíti a kecskebak negatív tulajdonságait a bakbűzzel.
A heraldikában címerképként szerepel, ahol is mondákban és krónikákban nevesített kecskét ábrázol, vagy egy helyi szokásra emlékeztet. Deidesheimben minden évben tartanak egy ünnepi történelmi játékot, aminek keretében elárvereznek egy bakkecskét. Geißbock Hennes egy bakkecske, az 1. FC Köln élő kabalája. Halála után egy másik bakkecske veszi át a helyét, akit szintén Hennesnek neveznek.

### Dél-Arábia
Az iszlám előtt Dél-Arábiában a bakkecske egy istent testesített meg, amit rituális vadászat keretében ábrázoltak. Az oryxantilop egy istennő állata volt. A Szomália partjaitól nem messze található Sokotra szigetcsoporton fennmaradtak szokások és mítoszok a kecskebakkal kapcsolatban.  A mítoszokban a kecske a dajka és a védelmező szerepét tölti be. Az egyik történetben megment egy fiút az ellenségeitől és felneveli, egy másikban varázslatokkal támogatja a harcban. Ez utóbbit Makon történeteként ismerik. Itt megjelenik az ikrek motívuma is. A nagyapa két vemhes kecskéről gondoskodik, és az egyik kicsinyét megöli, hogy a másik kiskecskét két anya nevelje, és mágikus képességek birtokába kerüljön. Az ikrek motívuma megjelenik az ugariti vallásban is, termékenységmítoszokkal kapcsolatban. Itt leírnak egy rituálét, amiben egyidejűleg egy gödölyét tejben, egy gidát olajban főznek, illetve sütnek. Erre utal a zsidóknak szóló tiltás: „Ne főzd a gödölyét anyjának tejében!”

### Iráni-felföld és Közép-Ázsia
A zoroasztriánusok szent iratában, az Avesztában a kecske az áldozati állatok közé tartozik. A  Bundahihn, egy másik perzsa vallási mű öt kecskefélét különböztet meg. A 11. és a 12. század palotáiban az iszlám absztrakt és növényi mintás művészete mellett különböző állatok (sasok, halak, griffek, kecskék, kosok) is felbukkannak, amelyek az iszlám előtti kor isteneit testesítik meg.
A középperzsa irodalom leghíresebb kecskéje „A babilonai fa” (Darakht i asürik) című versengő mesében fordul elő. Szerzője ismeretlen és szájhagyomány útján terjedt, végül párthus nyelven rögzítették. A kecske egy datolyapálmával arról vitatkozik, hogy melyikük hasznosabb. Végül a költő a kecskét ítéli győztesnek, mivel ő tud futni a hegyi legelőkön, míg a datolyapálma helyhez kötött.
Kirgizisztánban tartják a tak-teke (=ugró kecske) marionett-előadást, amit általában nő vezet. Ő többnyire temir-komuz szájtrombitán játszik, kezével mozgatja a szálakat, amelyek egy kecskefigura táncát irányítják. Türkmenisztánban inkább férfiak tartanak hasonló előadásokat, dutáron játszanak, és a maguk elé tett doboz tetején táncoltatnak kecskebábukat. Észak-Afganisztánban az előadás neve buz-bazi, és az előadó damburán játszik.
Afganisztánban és északi szomszédaiban a buzkasi egy lovaglójáték, amit szenvedélyesen űznek nemzeti sportként ünnepeken. Több lovas egy halott kecskét próbál megragadni, és a célba vinni. Heves harcok bontakoznak ki,  és a győztes a nézőktől is nagy elismerésre számíthat.

### Dél-Ázsia
A hinduizmusban ritkák a kecskék. Agni, a tűzisten kecskeháton vagy kos hátán lovagol. A védikus korban kecskét, kost és lovat áldoztak. Ma a legismertebb hindu isteneknek nem mutatnak be állatáldozatot; kisebb helyi istenek népi vallásosságból kapnak kecskeáldozatot.
Kivétel a fekete és termékeny Káli istennő, akinek gyakori megjelenési formája Dakshina Káli négy karral, koponyákból készült nyaklánccal áll a földön fekvő Siván, és az általa legyőzött ellenségeinek vérét fogyasztja. Nyugat-Bengáliában több templomban rendszeresen, egyes helyeken naponta, különösen a Kalighat főtemplomban Kalkuttában kecskét áldoznak neki. A ceremóniát brahman pap vezeti, majd a kecske húsát alacsonyabb kasztú hívek elosztják egymás között. Ebből készül a napi Kalis áldozati étel, ami főtt kecskehúst tartalmaz.

### Afrika

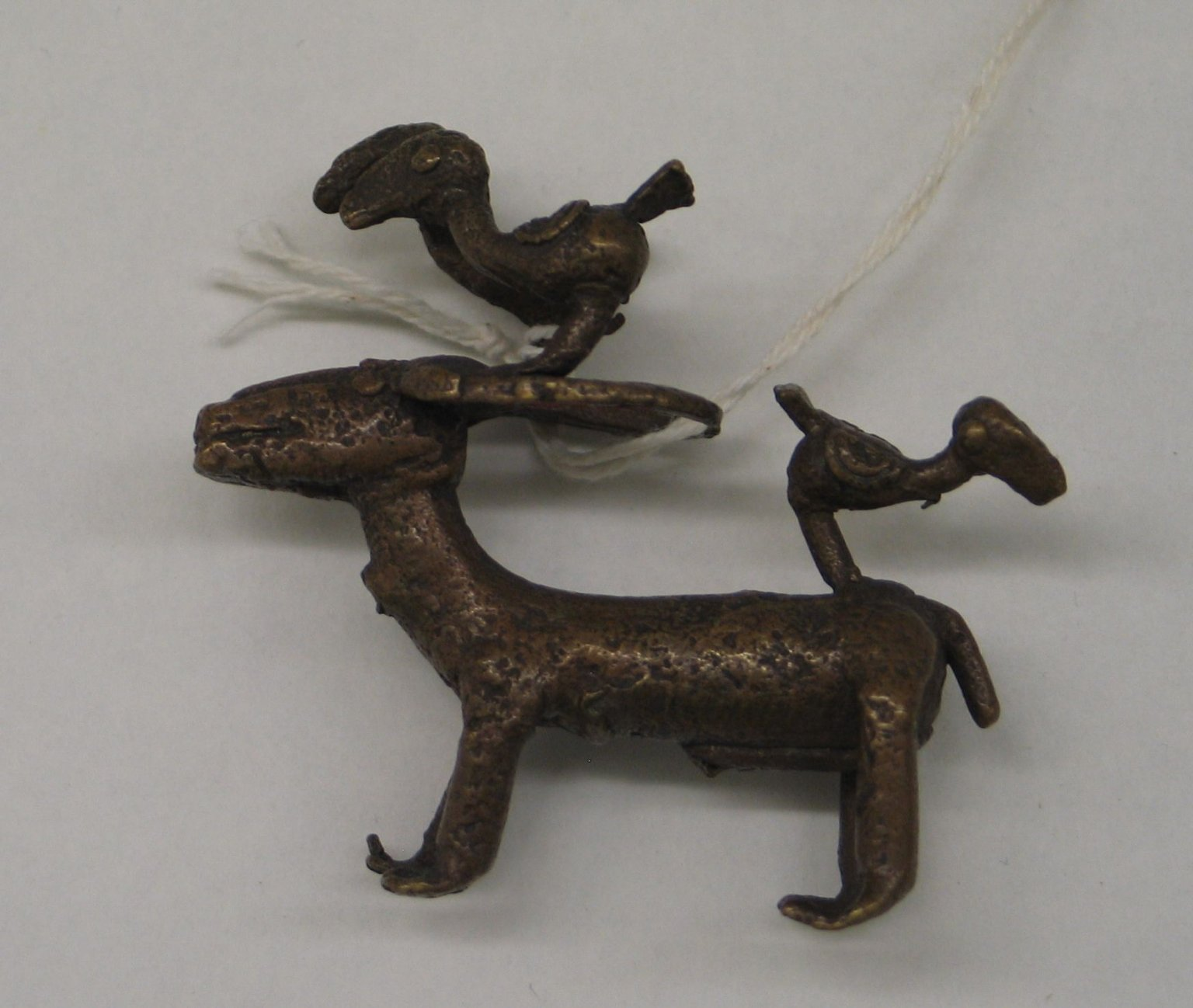
Kecske, három madárral a hátán. Bronzfigura a nyugat-afrikai Akanból

Az afrikai teremtéstörténetekben ritkán fordulnak elő kecskék. Ekkor kaméleonokat és hangyászokat helyettesítenek. Az asantik egyik mítosza a paradicsomból való kiűzetésről szól. Többnyire kaméleon és gyík versenyez abban, hogy ki hozza meg a hírt, hogy az emberek ezután halandók lesznek. Egyszer helyettük kecskét küldtek azzal az üzenettel, hogy az emberek meghalnak, de utána mennybe mennek. A kecske útközben megállt legelni, ezért utánaküldtek egy juhot. A juh azonban csak az üzenet egy részét jegyzi meg, így azt mondja az embereknek, hogy a halál a véget jelenti számukra. Mire megérkezik a kecske, addigra az emberek már beletörődtek a halandóságba.
A legtöbb afrikai eredetmítosz szerint a teremtő először megalkotta a világot, és  utána be kellett rendezni. A jorubák szerint két leopárd, egy bakkecske és egy nőstény kecske együtt kerestek telket, hogy oda házat építsenek. A házat felváltva építették, de nem tudták, ki segít nekik, mert elkerülték egymást. Miután a tető is felkerült a házra, és mindketten be akartak költözni, összevitatkoztak. A nőstény kecske javasolta, hogy férjenek meg egymással, így négyen beköltöztek.
Később a bakkecske látta, hogy az egyik leopárd előbb az apját, majd az anyját viszi haza vacsorának. Megkért egy vadászt, hogy lője le a leopárdot. A vadász teljesítette a kérést. Amikor a másik leopárd meglátta, hogy a kecske az élettelen leopárdot cipeli, megijedt, és elmenekült. Ettől kezdve a kecskék a háznál, a leopárdok az erdőn laknak.

### Egyebek
A sátánizmus és a pogány vallások a modern időkben is használják szimbólumként a kecskét. Sátán jelét, a fordított pentagrammát úgy rajzolják, hogy kecskefejre emlékeztessen. "Baphomet of Mendes" egy sátánista kecskefigura a 19. századi okkultizmusból.
A kínai asztrológia egyik állata kecske. A kecske évében születettek félénkek, magukba fordulók, kreatívak és maximalisták. A zodiákus egyik csillagképe a Bak, amit halfarokkal ábrázolnak.
A Kozlov orosz vezetéknév jelentése „kecske”. A Kozel egy cseh sörfajta, aminek címkéje kecskét ábrázol; a „kozel” csehül kecskét jelent. A kecskeszakáll egy szakállforma, ami a kecskék szakállára hasonlít. Kecskemét címerállata a kecske.

## Érdekességek
- A kecskék „szellemi lénye” éppen ellentétben áll a juhokéval. A kecske az emberek háztartásában bizonyos fokig önállóságát is megőrizte. A macska után valóban a legönállóbb háziállat. Ez azonban nem zárja ki, hogy idomításra alkalmas legyen. A kecskék valóban megtaníthatók könnyű munkákra, könnyű kocsik húzására, azonban nagy részük még emellett is megtartja saját akaratát. Ha úgy érzik, hogy túlerőltetik vagy gyötrik, vagy ha egyébként nincs kedvük munkára, semmiféle büntetéssel sem lehet őket a munka további folytatására bírni; sőt ellenkezőleg, az ütlegelések az állatokat még csökönyösebbekké teszik és ilyenkor megtagadnak minden engedelmességet. A 20. század kezdetéig elterjedten alkalmaztak kecskéket kis kocsik vontatására és kisebb terhek cipelésére hegyes vidékeken.
- Némely helyen, így például Dél-Olaszországban, Egyiptomban a kecskéket duzzadó tőggyel a tejkereskedőhöz hajtják és az ajtó előtt lefejik a kívánt mennyiséget. A vevőnek megvan ezáltal az előnye, hogy a még langyos tejet kapja, az eladó pedig nem mesterkedhetik a tejjel, nevezetesen nem vizezheti fel, amit különben ezek annyira szükségesnek tartanak.
- Az újabb kutatások szerint a parlagfű-allergiát a szokásos medicinák helyett jól lehet kezelni kecsketejjel. Ha a kecskét parlagfüves legelőn tartják, akkor a lelegelt parlagfű allergén anyagaira ellenanyag képződik a kecske vérében, ami a tejében is megjelenik.

## Fordítás
- Ez a szócikk részben vagy egészben  a   Goat című angol Wikipédia-szócikk fordításán alapul.  Az eredeti cikk szerkesztőit annak laptörténete sorolja fel. Ez a jelzés csupán a megfogalmazás eredetét és a szerzői jogokat jelzi, nem szolgál a cikkben szereplő információk forrásmegjelöléseként.
- Ez a szócikk részben vagy egészben  a   Hausziege című német Wikipédia-szócikk fordításán alapul.  Az eredeti cikk szerkesztőit annak laptörténete sorolja fel. Ez a jelzés csupán a megfogalmazás eredetét és a szerzői jogokat jelzi, nem szolgál a cikkben szereplő információk forrásmegjelöléseként.